# 2025年二十國集團約翰內斯堡峰會
2025年G20約翰尼斯堡高峰會是二十國集團（G20）第二十次會議，是國家元首和政府首腦會議，將於2025年11月22日至 23日舉行。這將是 G20 峰會首次在南非約翰尼斯堡舉行。耗資南非政府6.91億蘭特。

## 參會領導人

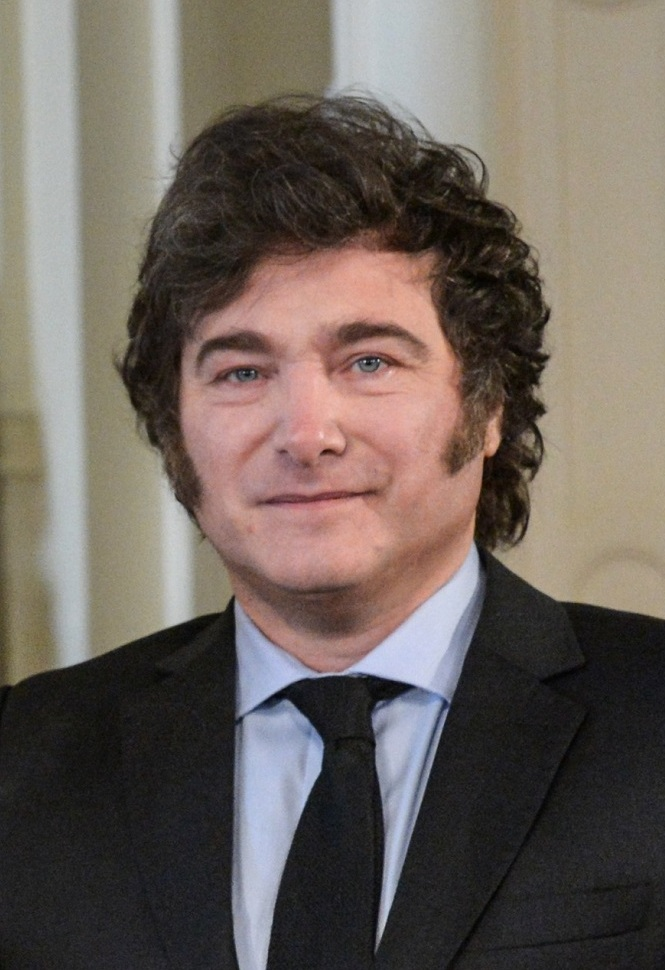
阿根廷 總統 哈維爾·米萊
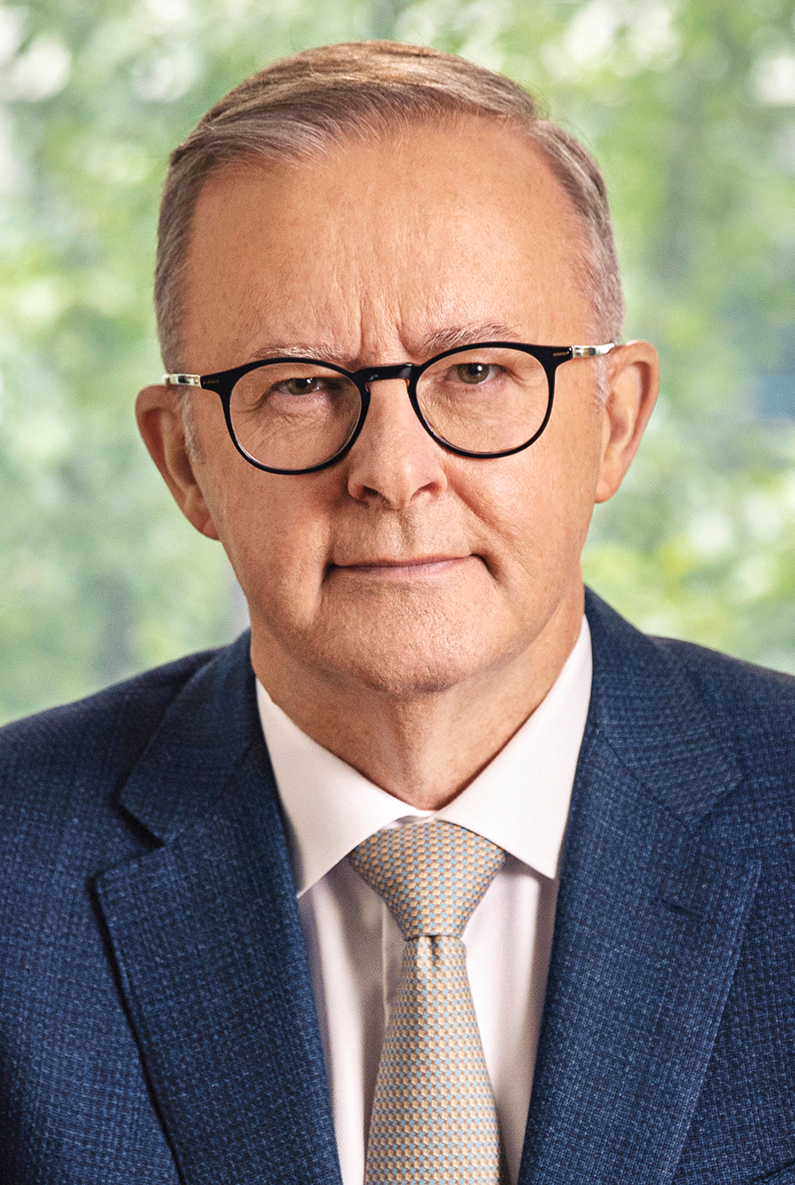
總理 安東尼·阿爾巴尼斯
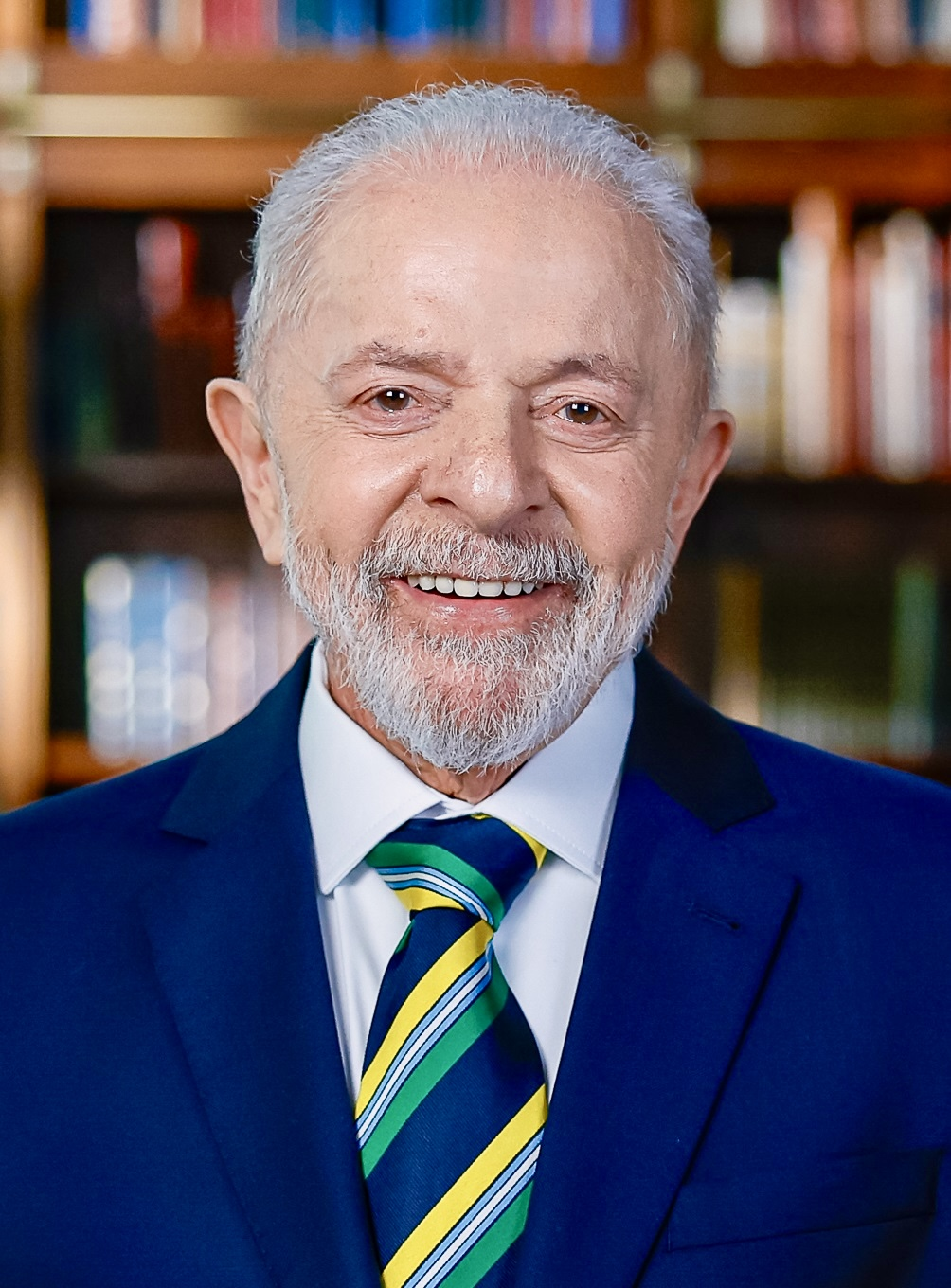
巴西 總統 路易斯·伊纳西奥·卢拉·达席尔瓦
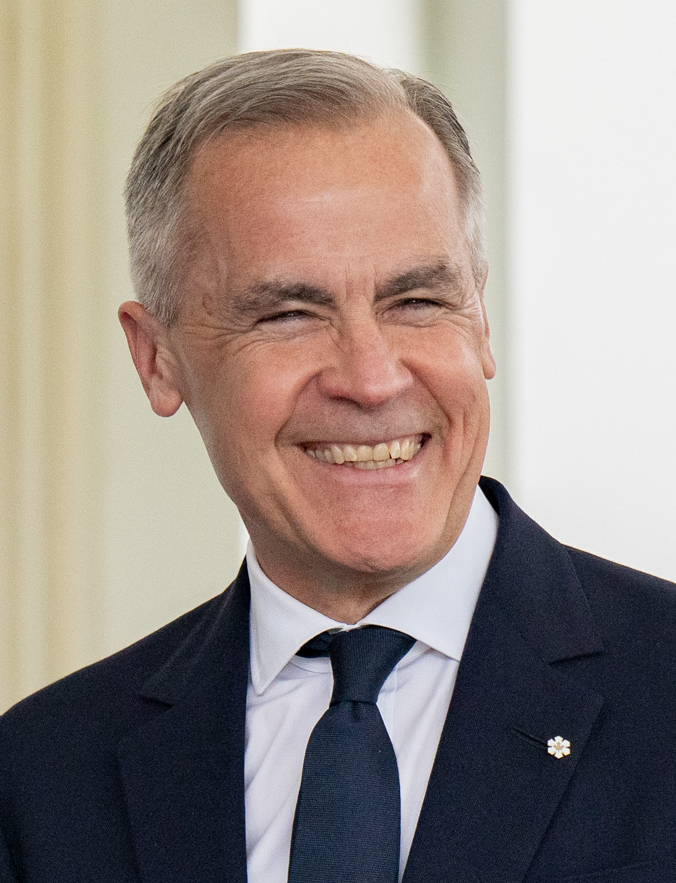
加拿大 總理 馬克·卡尼
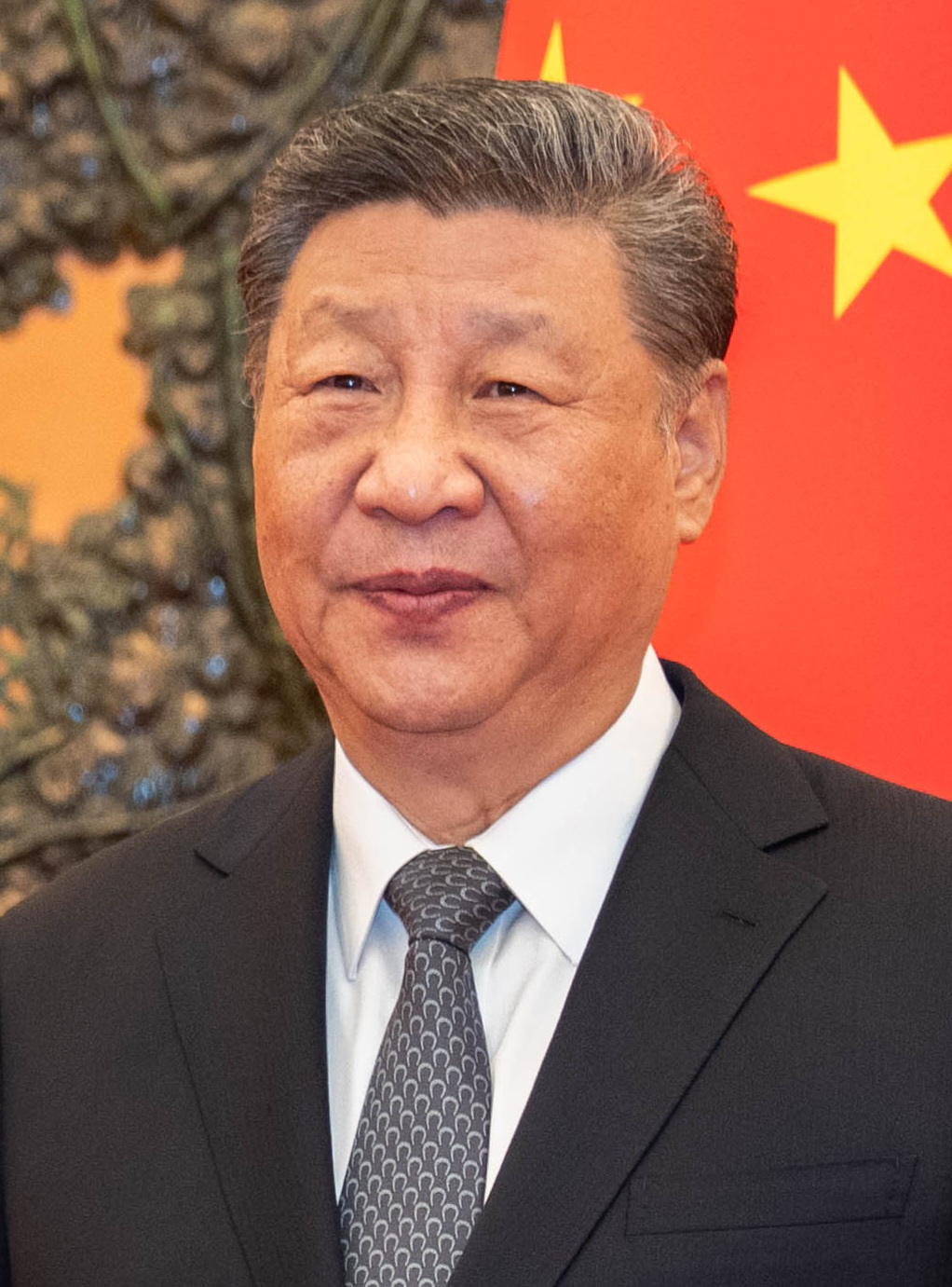
中国 國家主席 [a]習近平
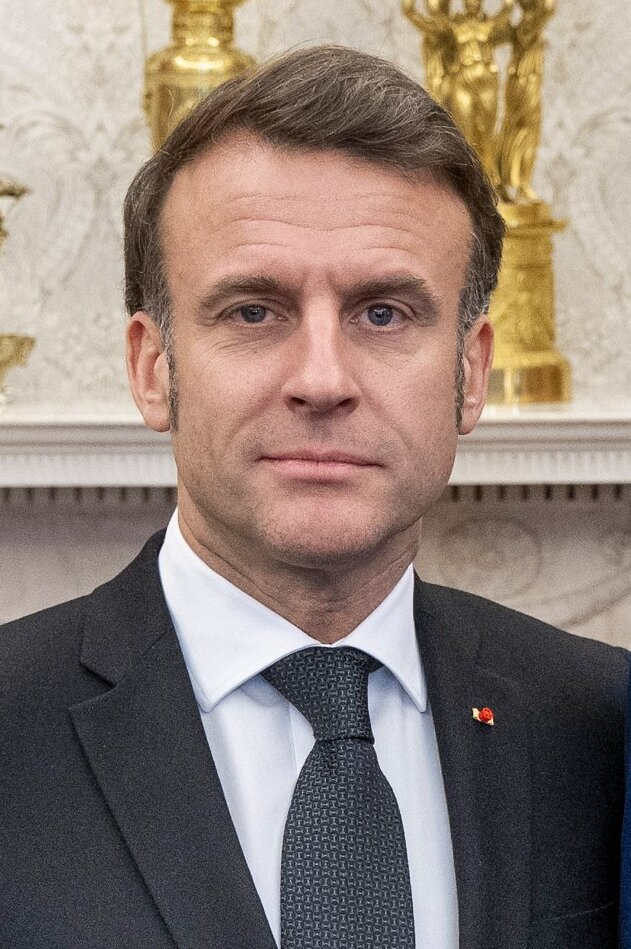
法國 總統 埃马纽埃尔·马克龙
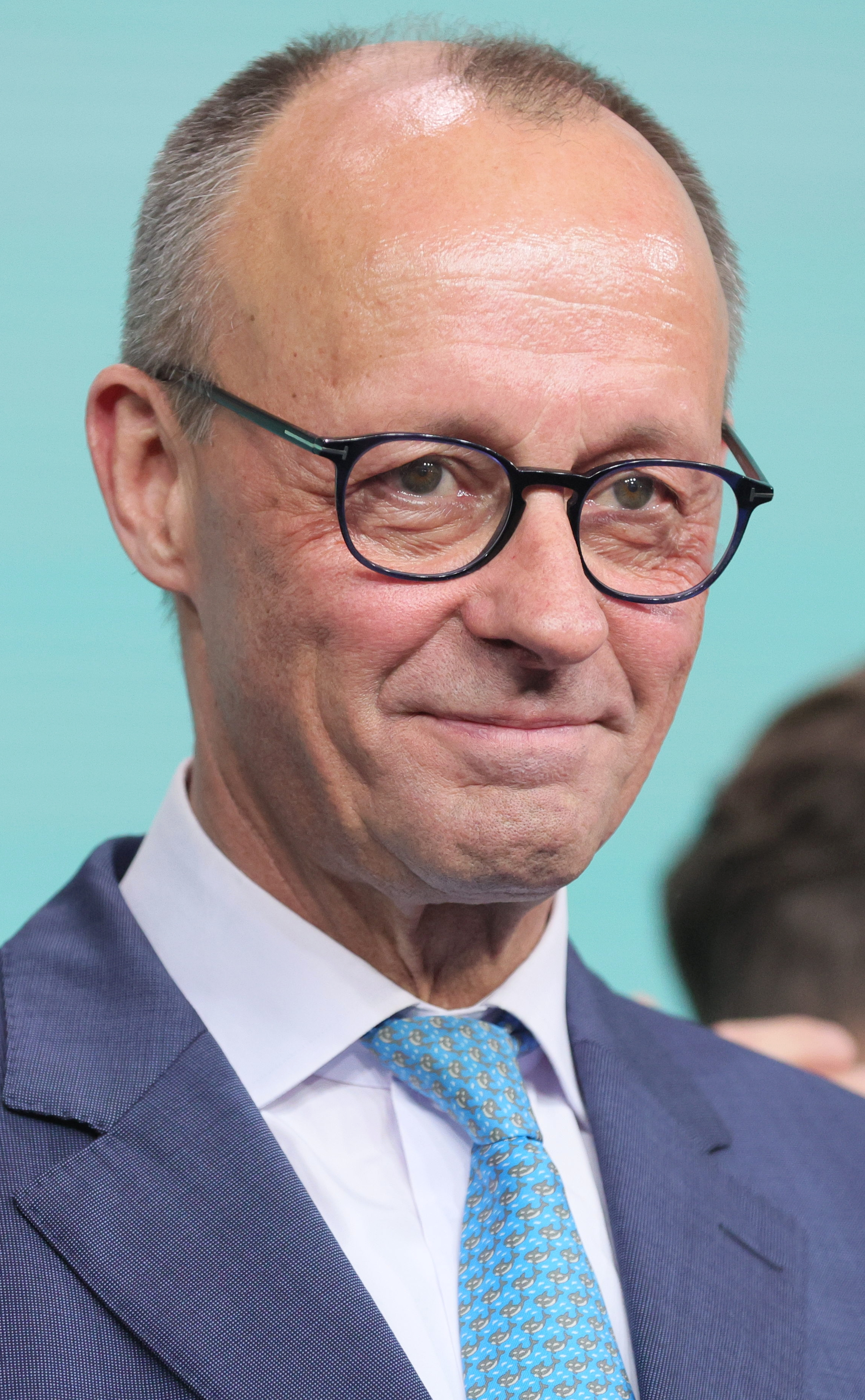
德国 總理 弗里德里希·默茨
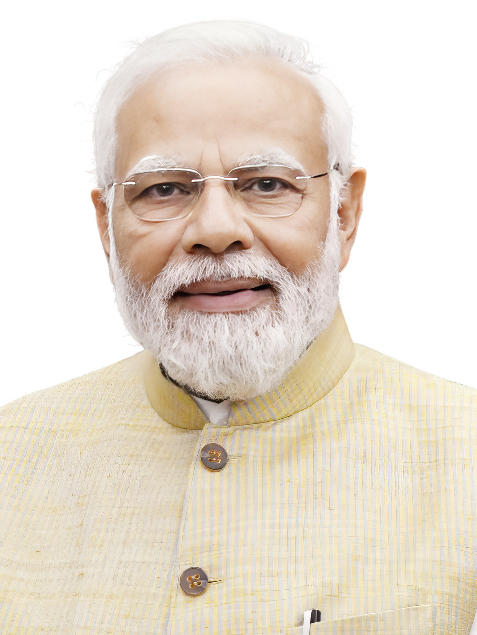
印度 總理 納倫德拉·莫迪
印度尼西亞 總統 普拉博沃·苏比延多
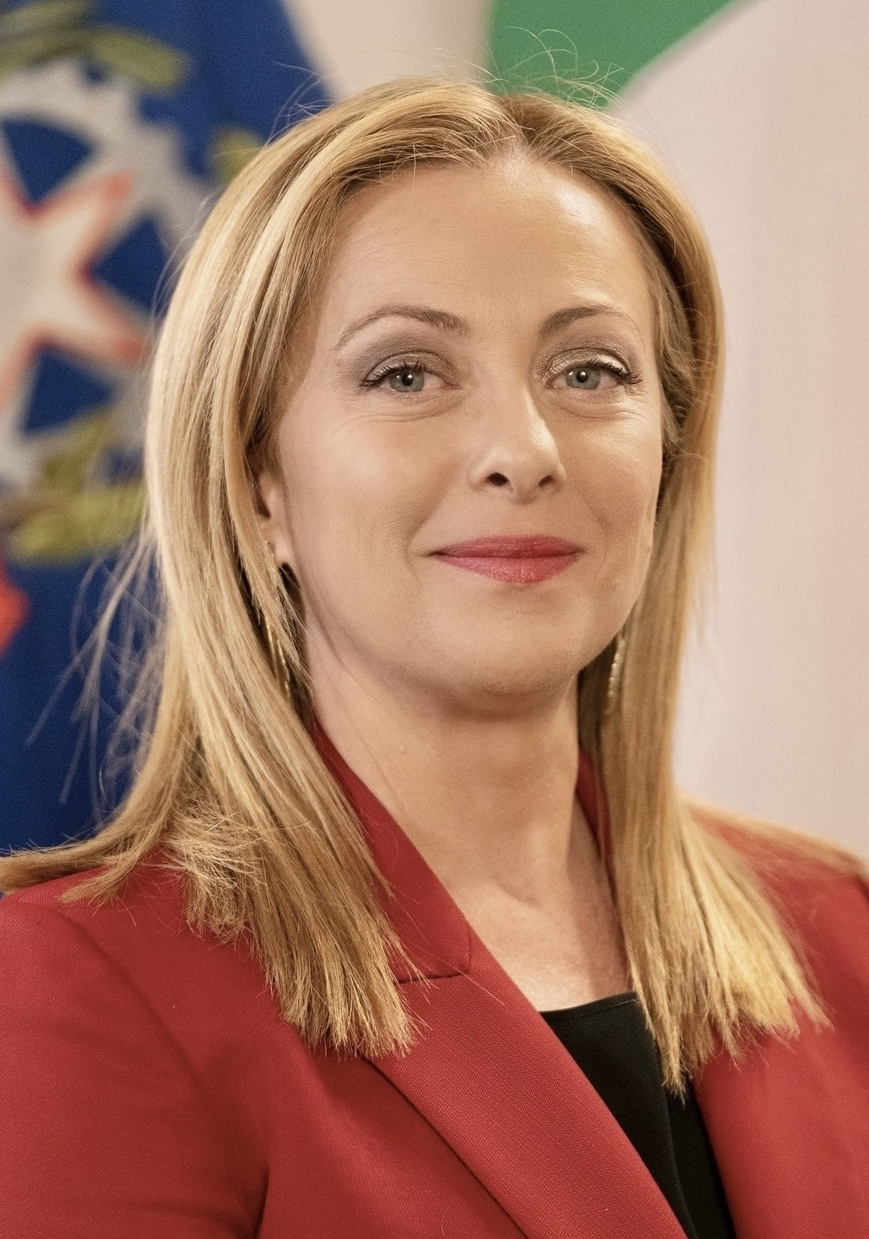
義大利 總理 喬治亞·梅洛尼
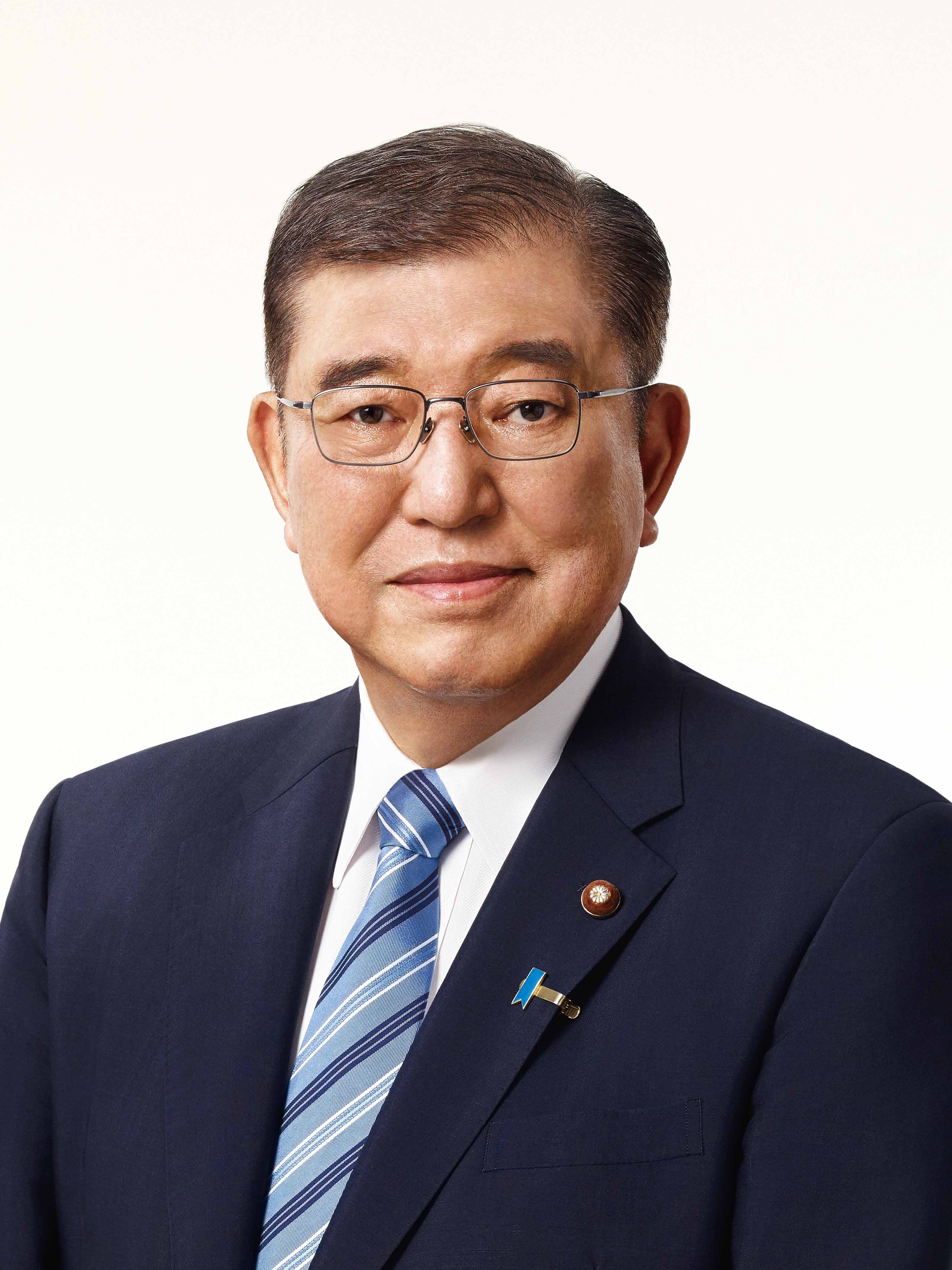
日本 內閣總理大臣 石破茂
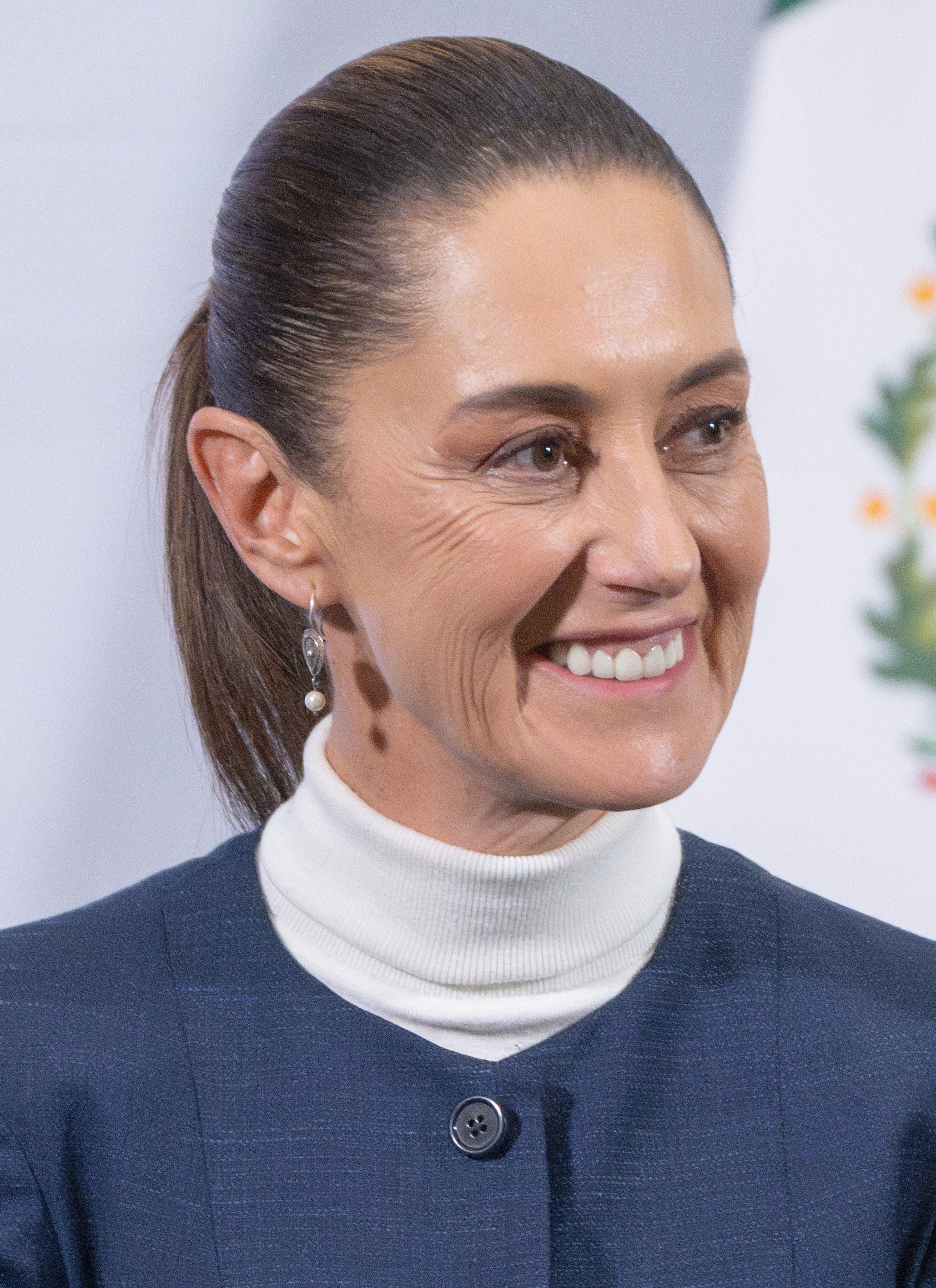
墨西哥 總統 克劳迪娅·辛鲍姆
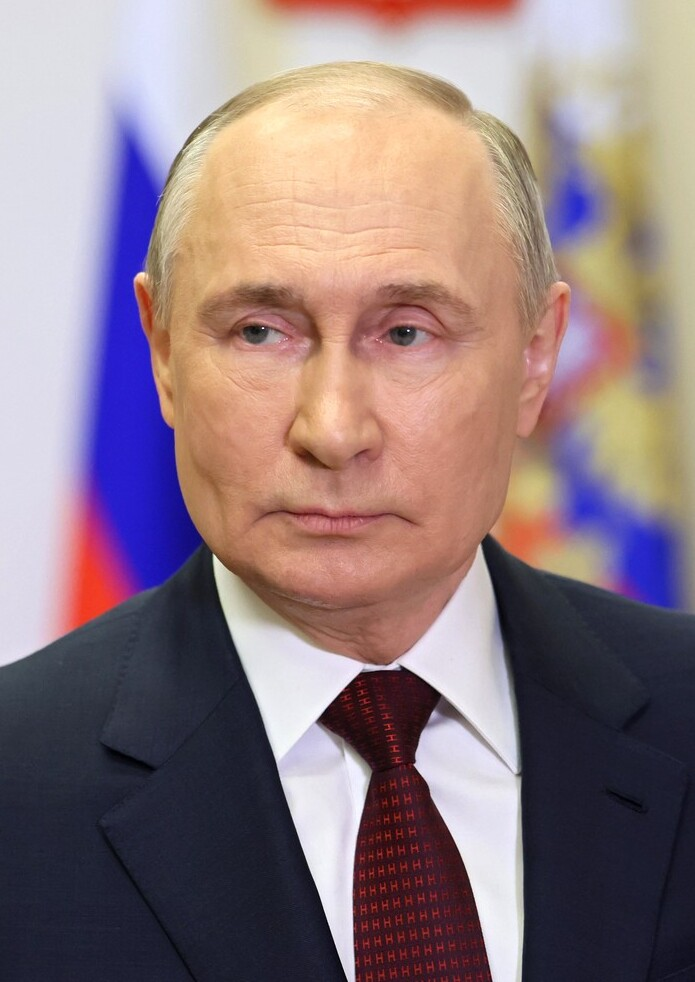
俄羅斯 總統 弗拉基米尔·普京[b]
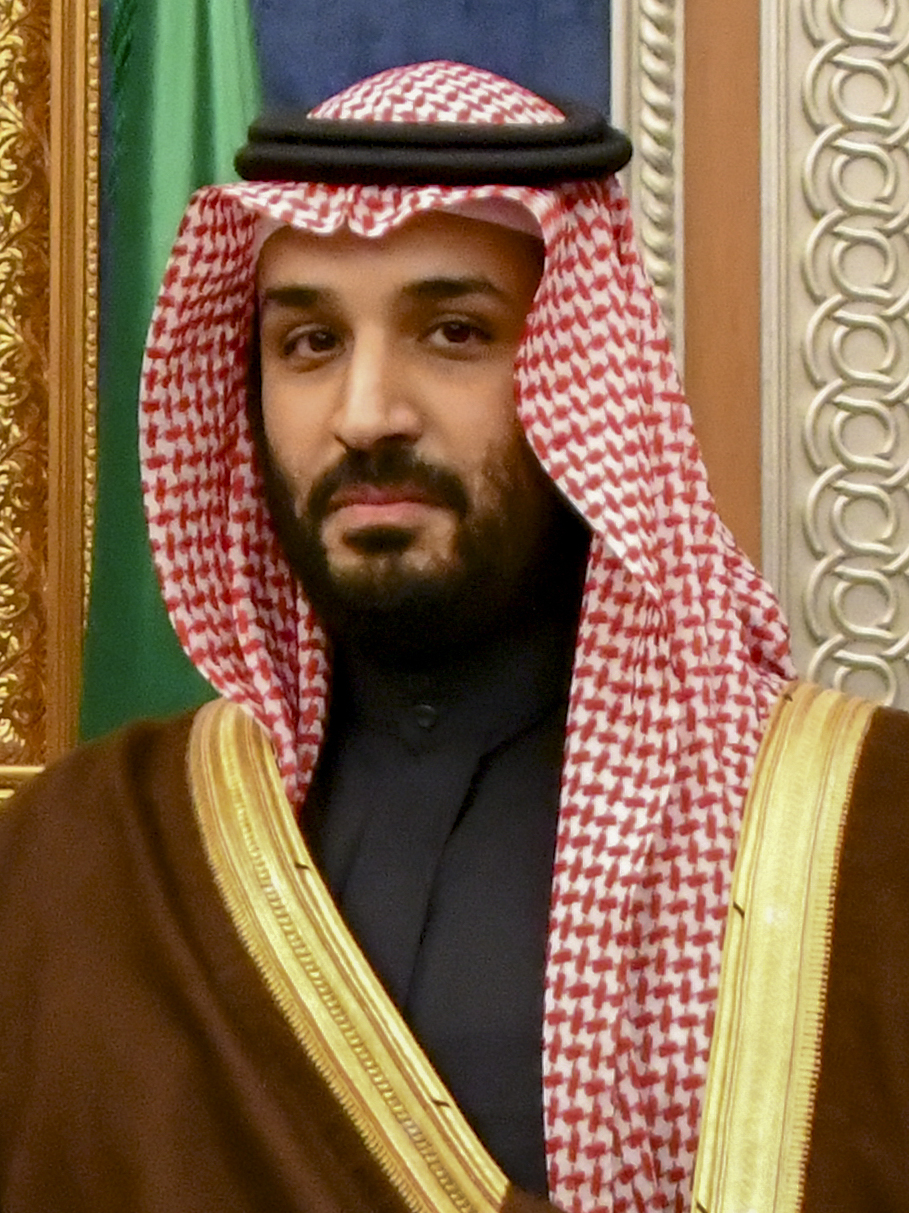
沙烏地阿拉伯 王儲兼首相 穆罕默德·本·萨勒曼
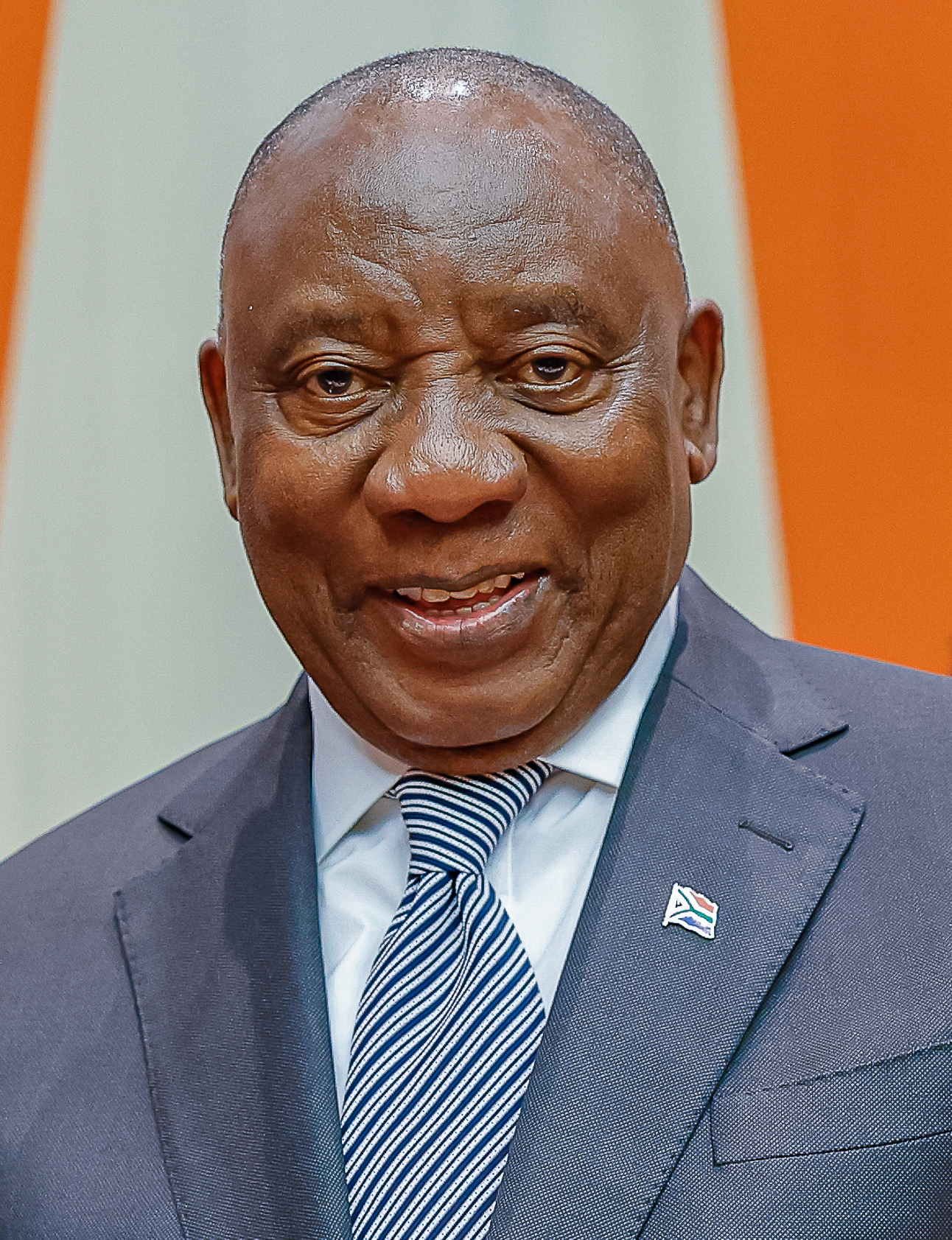
南非 總統 西里爾·拉馬福薩 （主辦國）
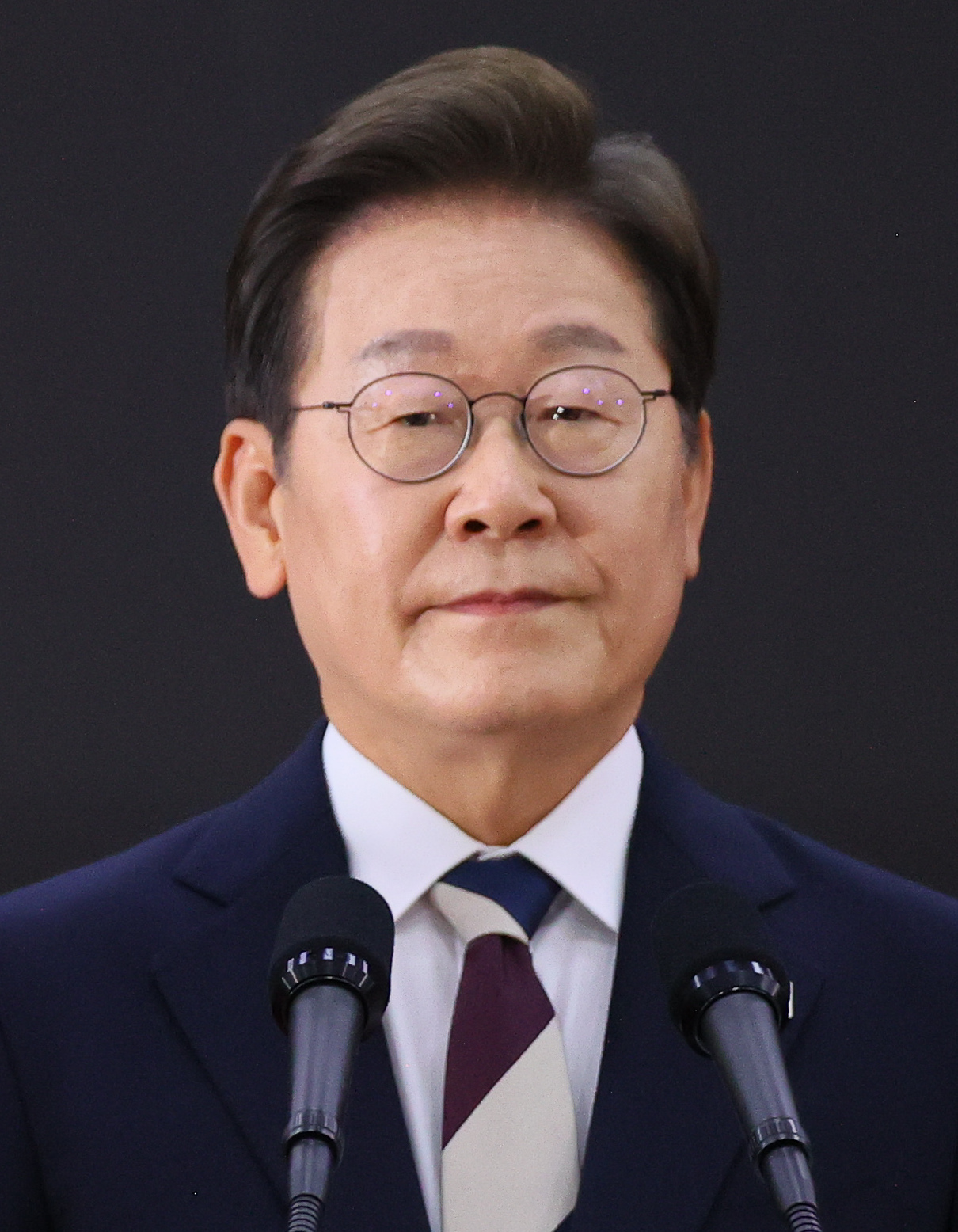
總統 李在明
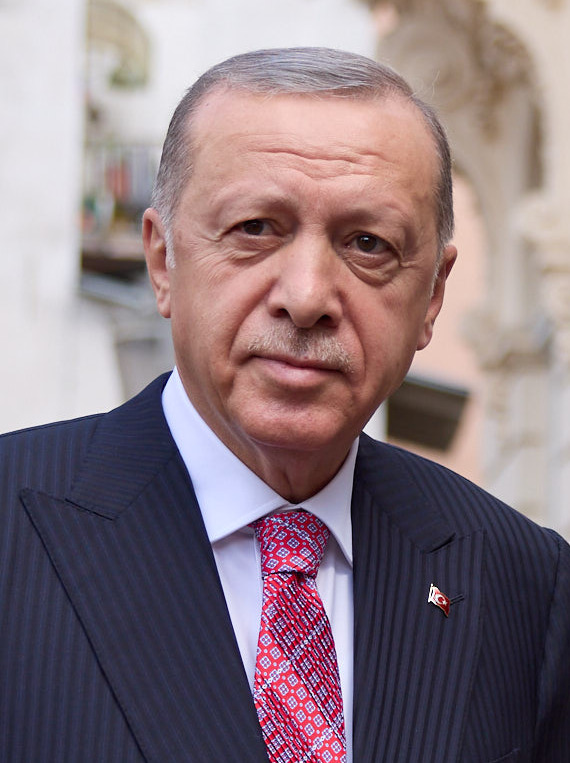
土耳其 總統 雷杰普·塔伊普·埃尔多安
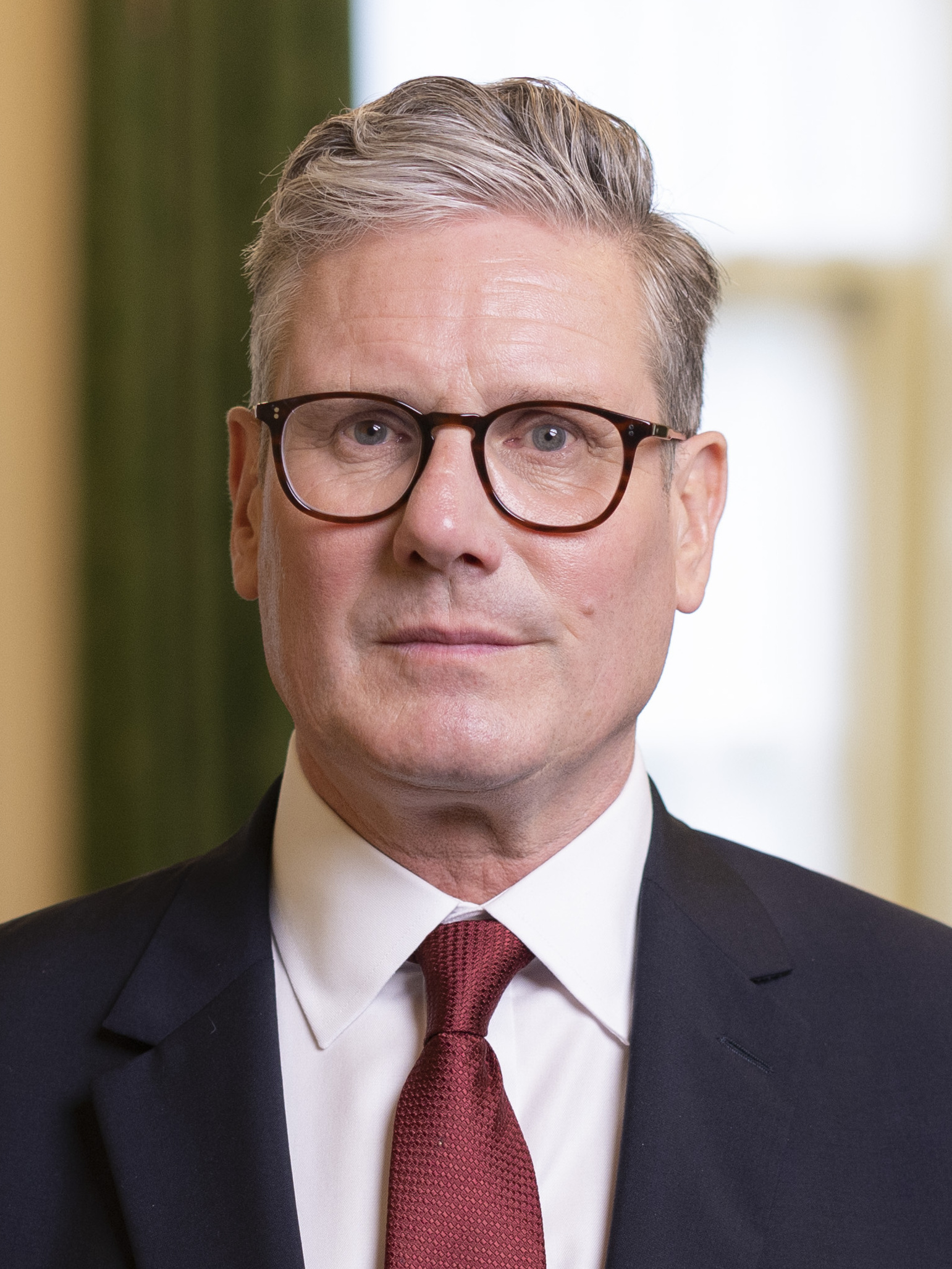
英国 首相 施紀賢
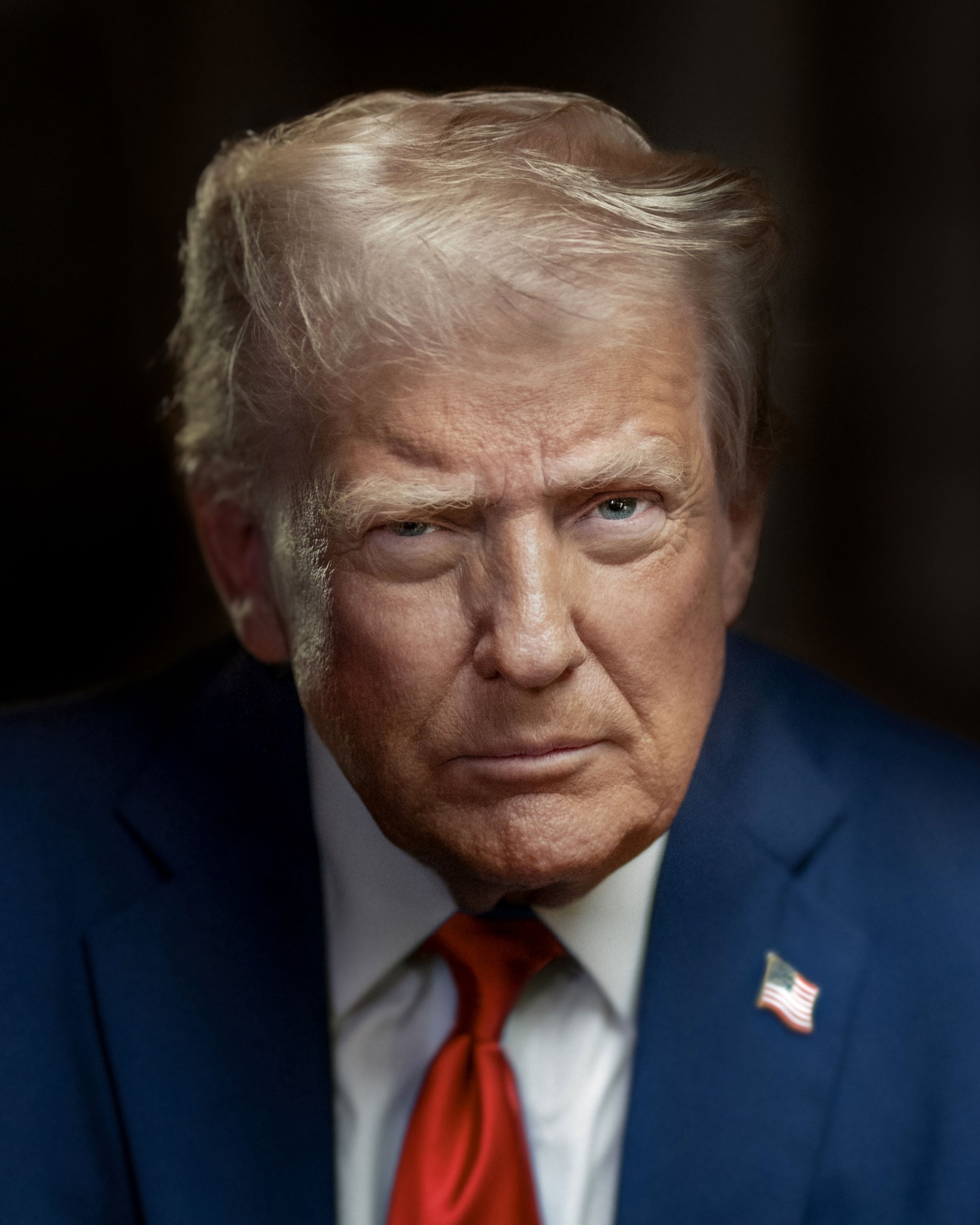
美国 總統 唐納·川普
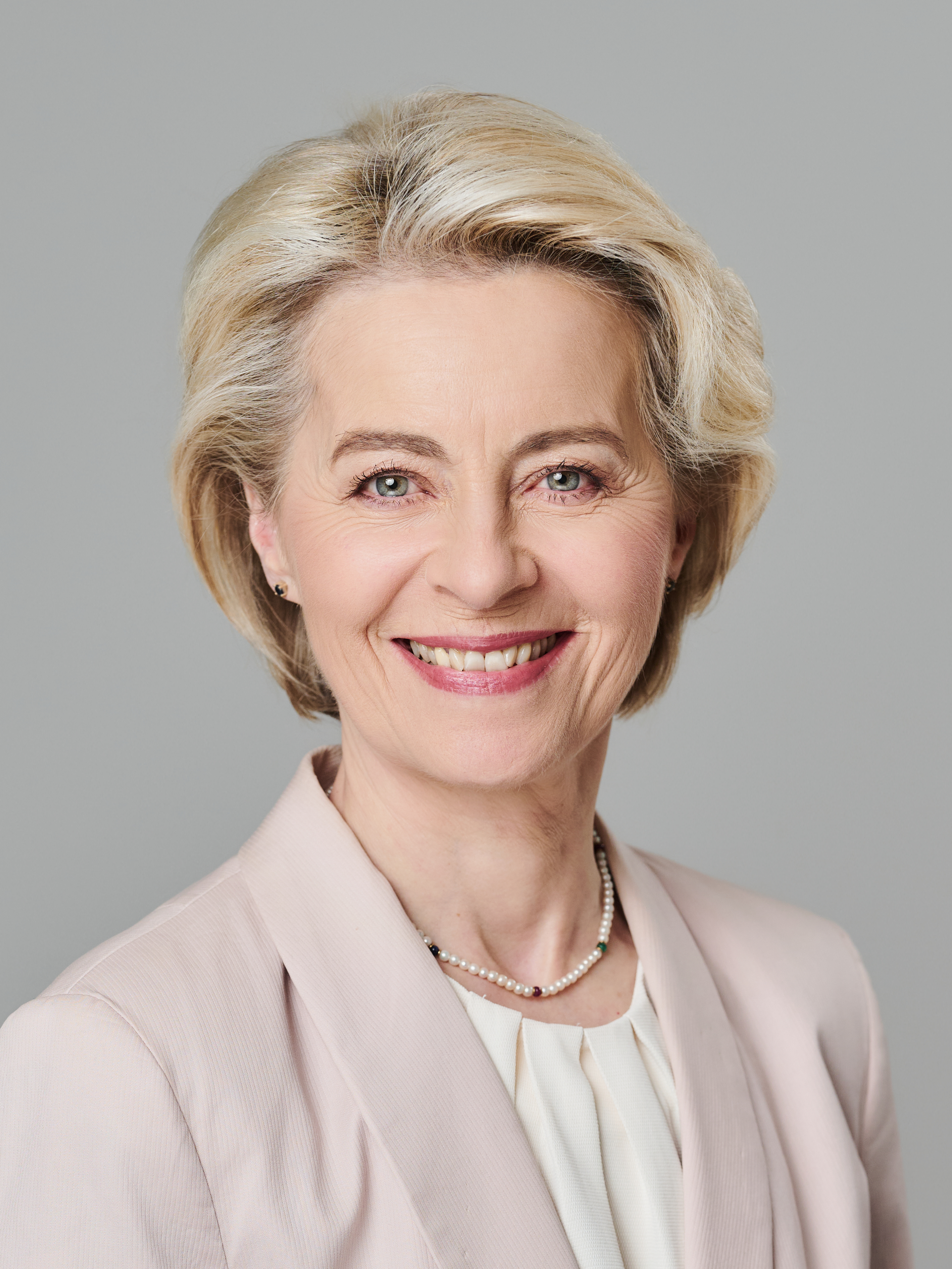
欧盟 歐盟執委會主席 乌尔苏拉·冯德莱恩
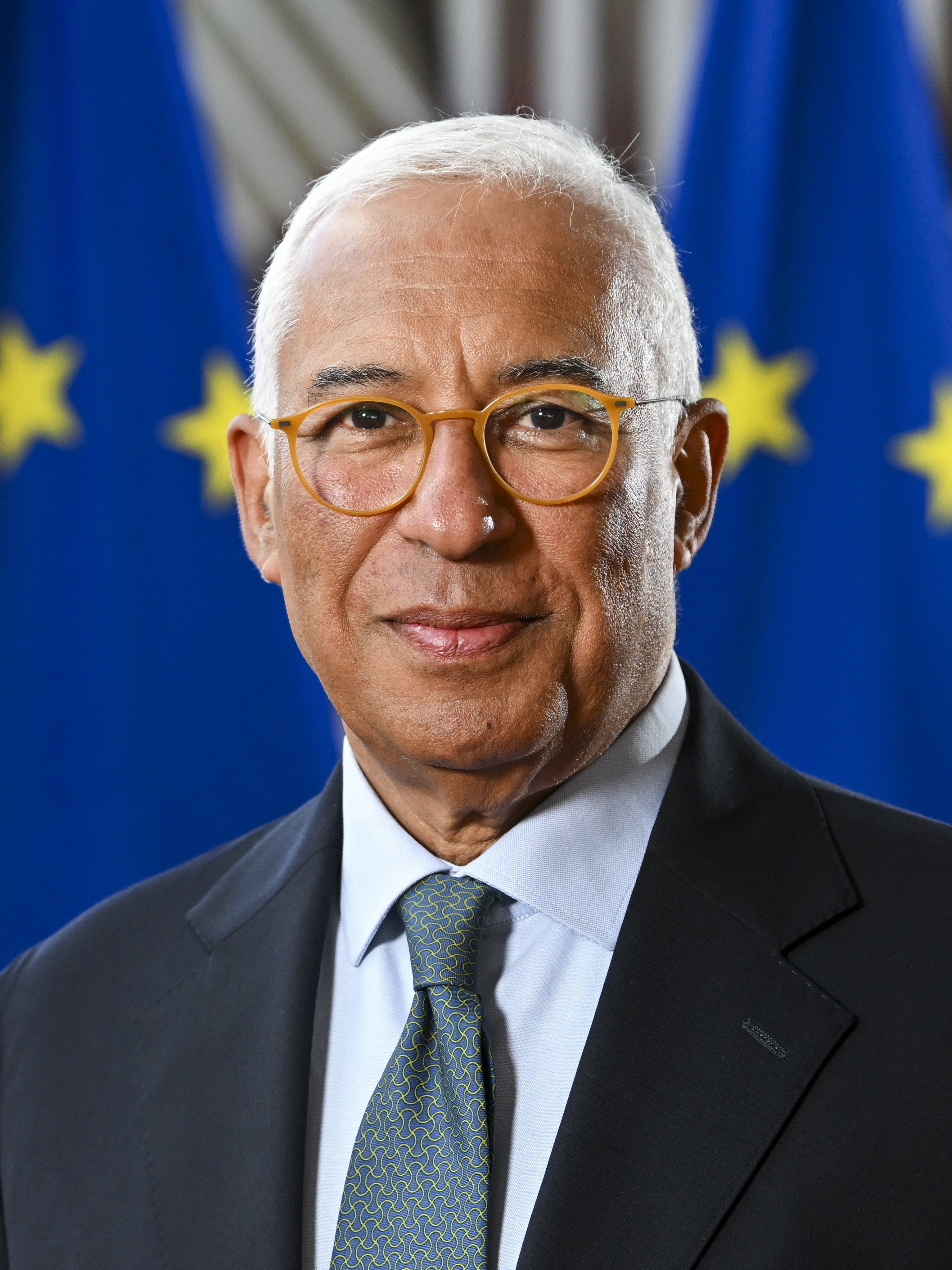
欧盟 歐盟高峰會主席 安東尼奧·科斯塔
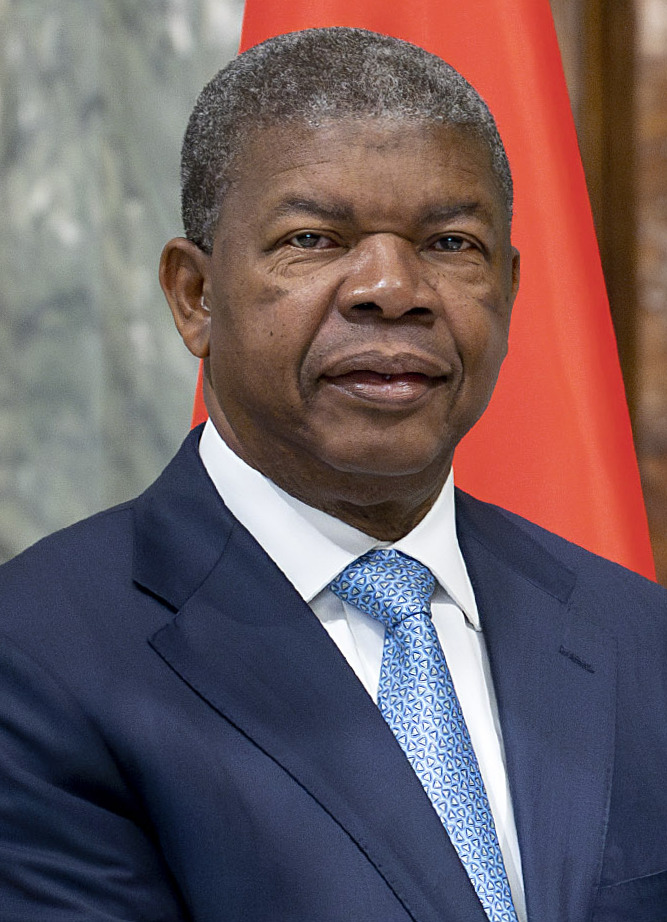
非洲联盟 2025非洲聯盟主席 安哥拉 總統 若昂·洛倫索

## 邀請嘉賓國

DEN 首相 梅特·弗雷泽里克森
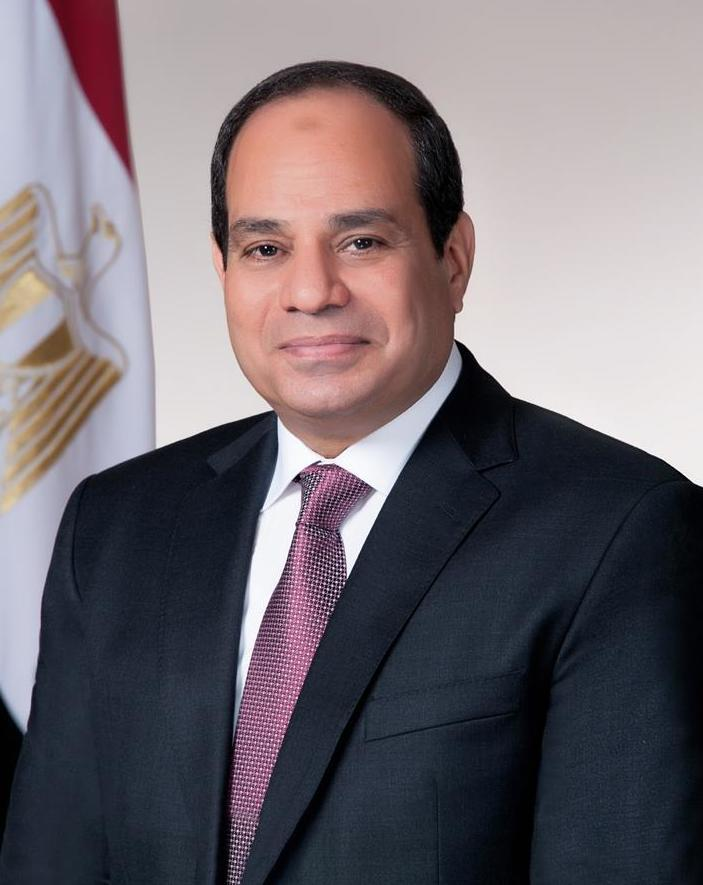
EGY 總統 阿卜杜勒-法塔赫·塞西
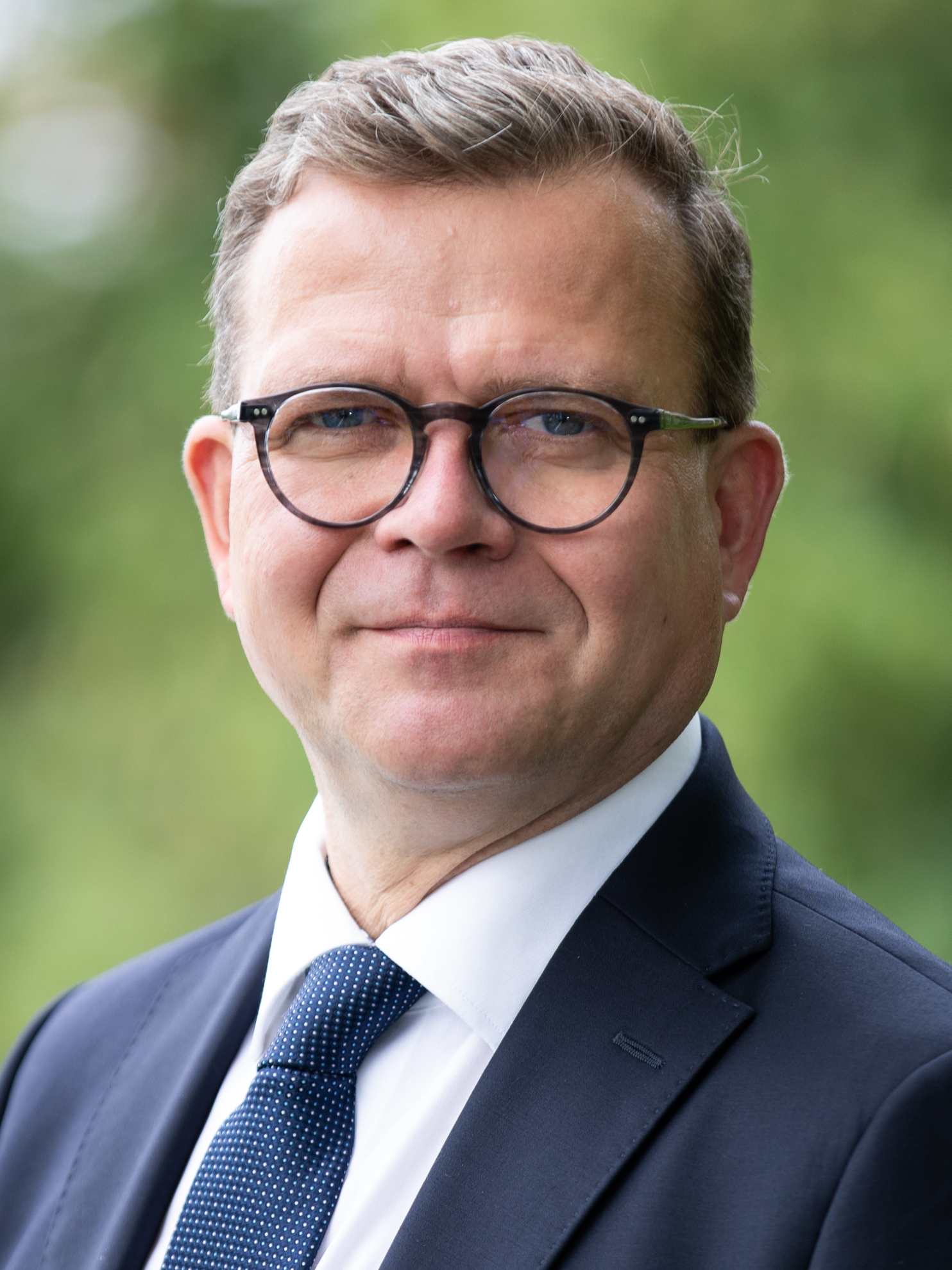
FIN 總理 彼得里·奥尔波
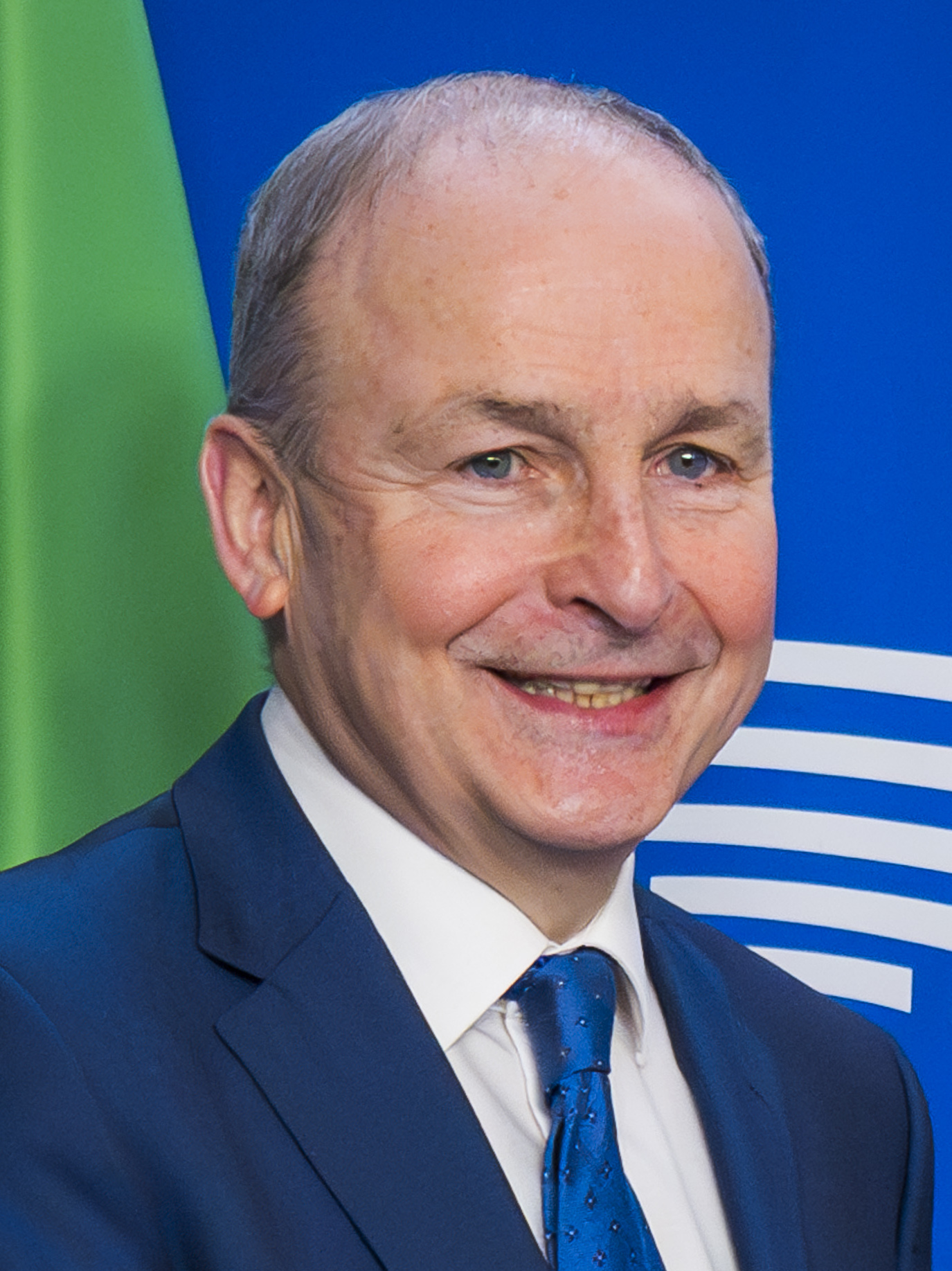
IRE 總理 米哈爾·馬丁
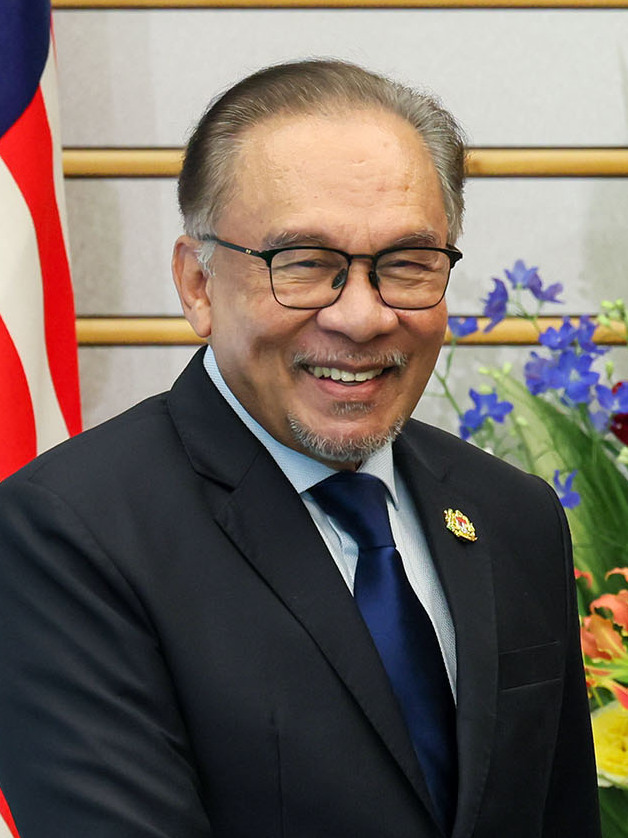
MYS 总理 安瓦尔·易卜拉欣
NLD 首相（等待2025年荷蘭大選结果）
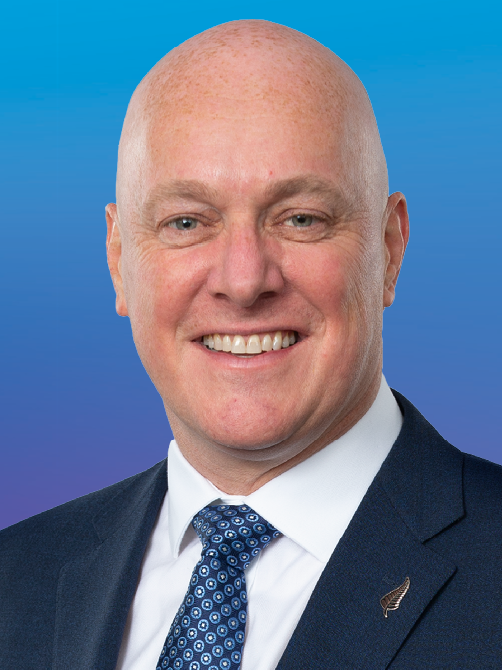
' 總理 克里斯多福·盧克森
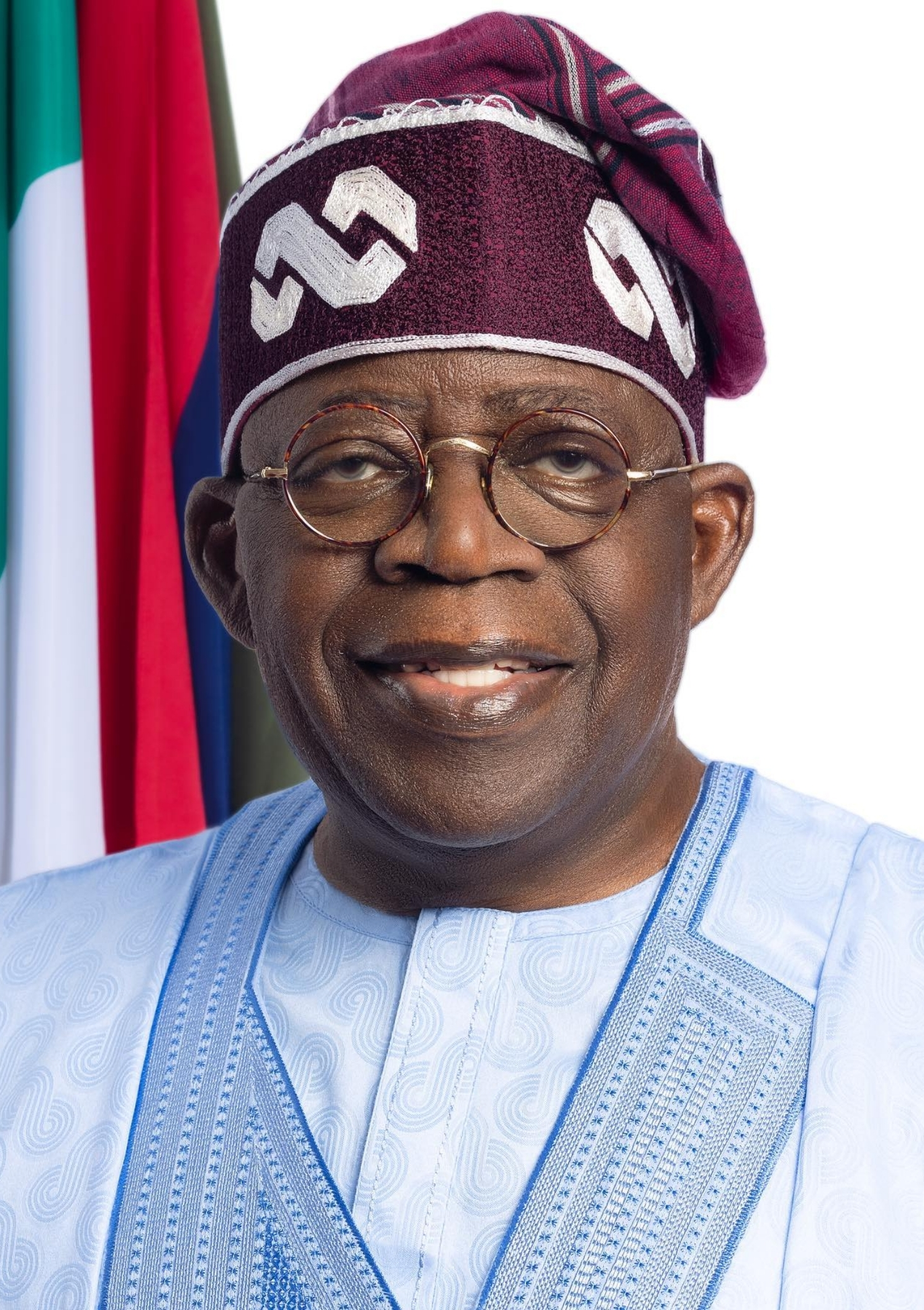
NGA 總統 博拉·蒂努布
NOR 總理（等待2025年挪威议会选举结果）
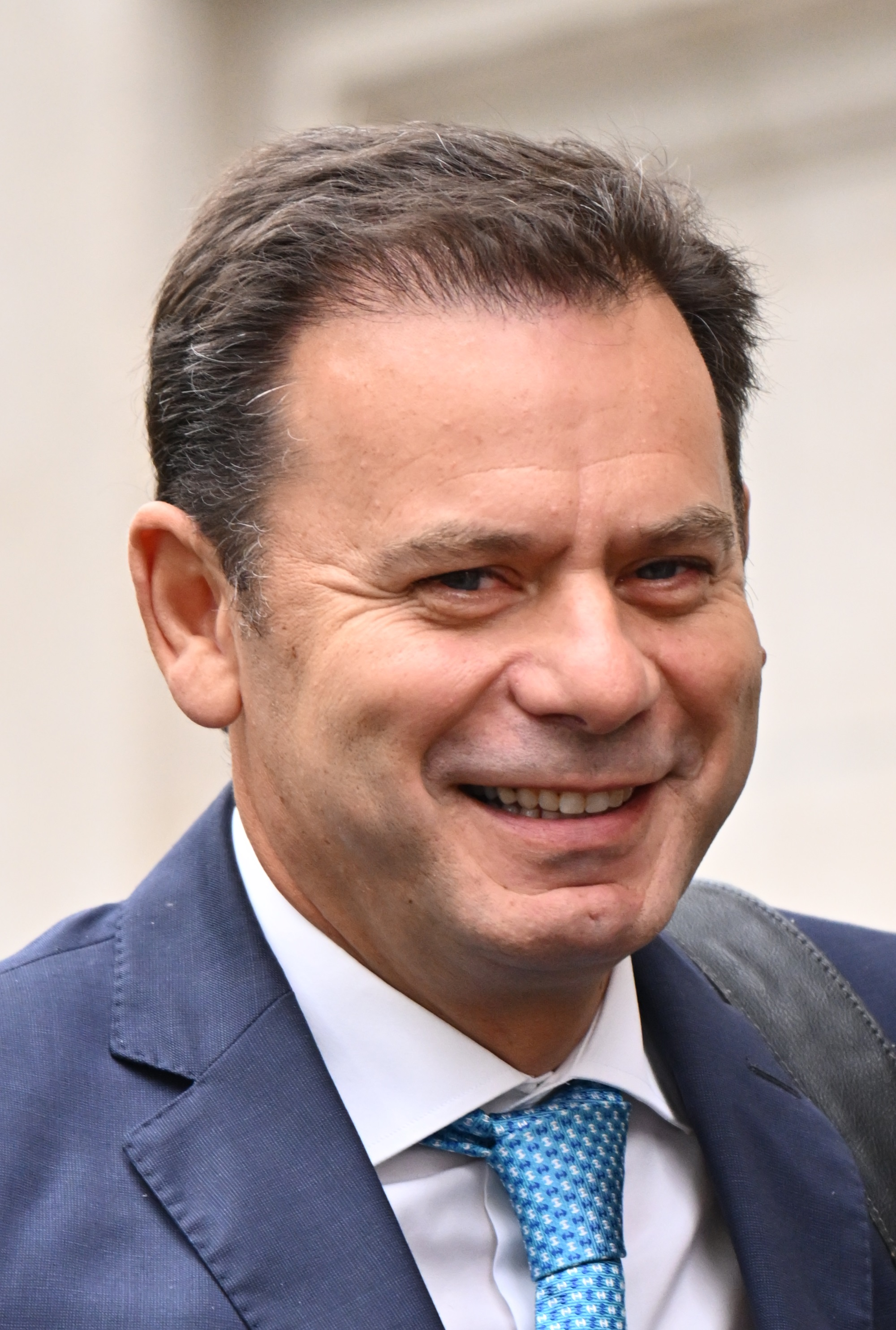
POR 總理 路易斯·蒙特内格罗
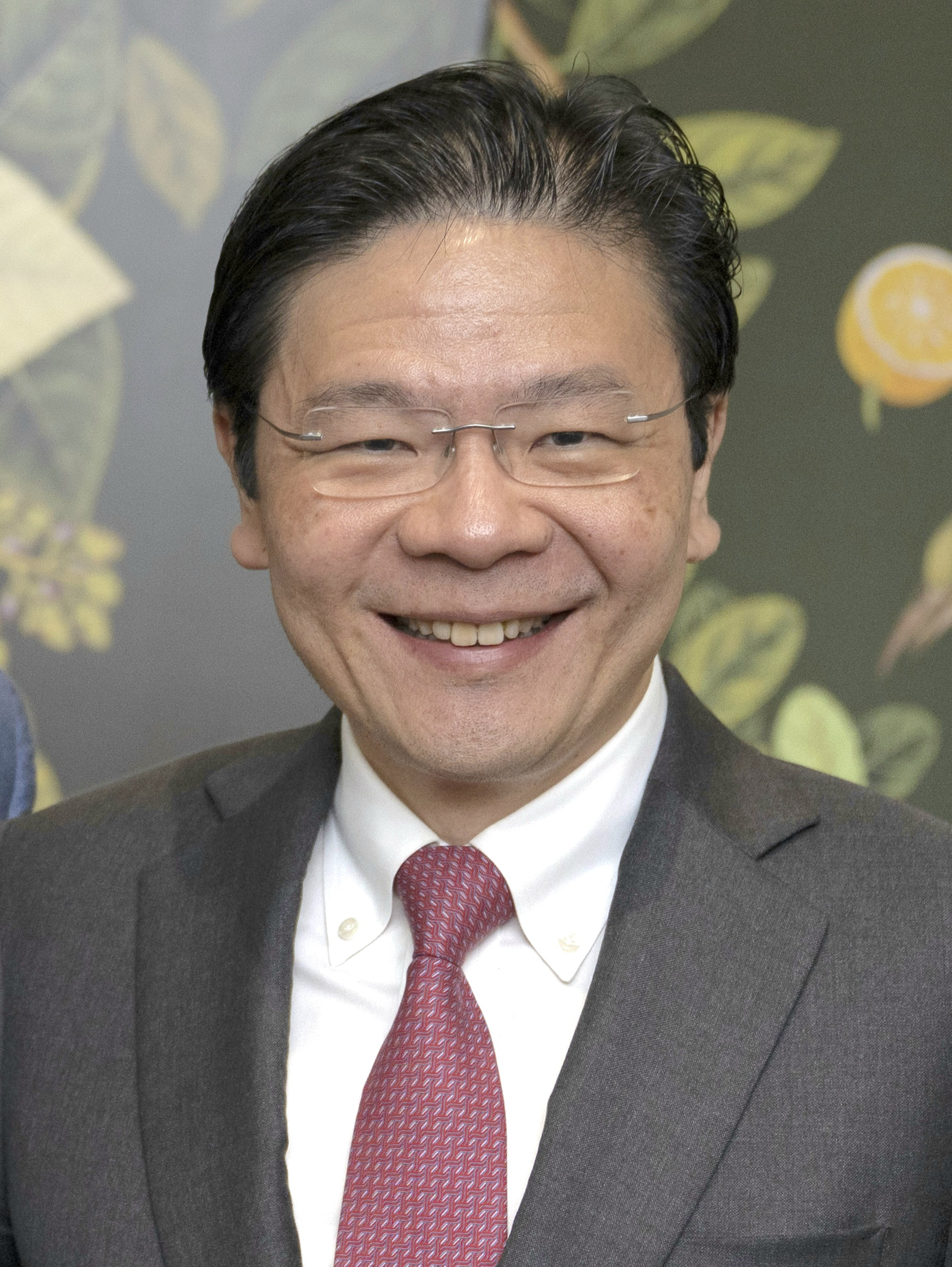
SGP 總理 黃循財
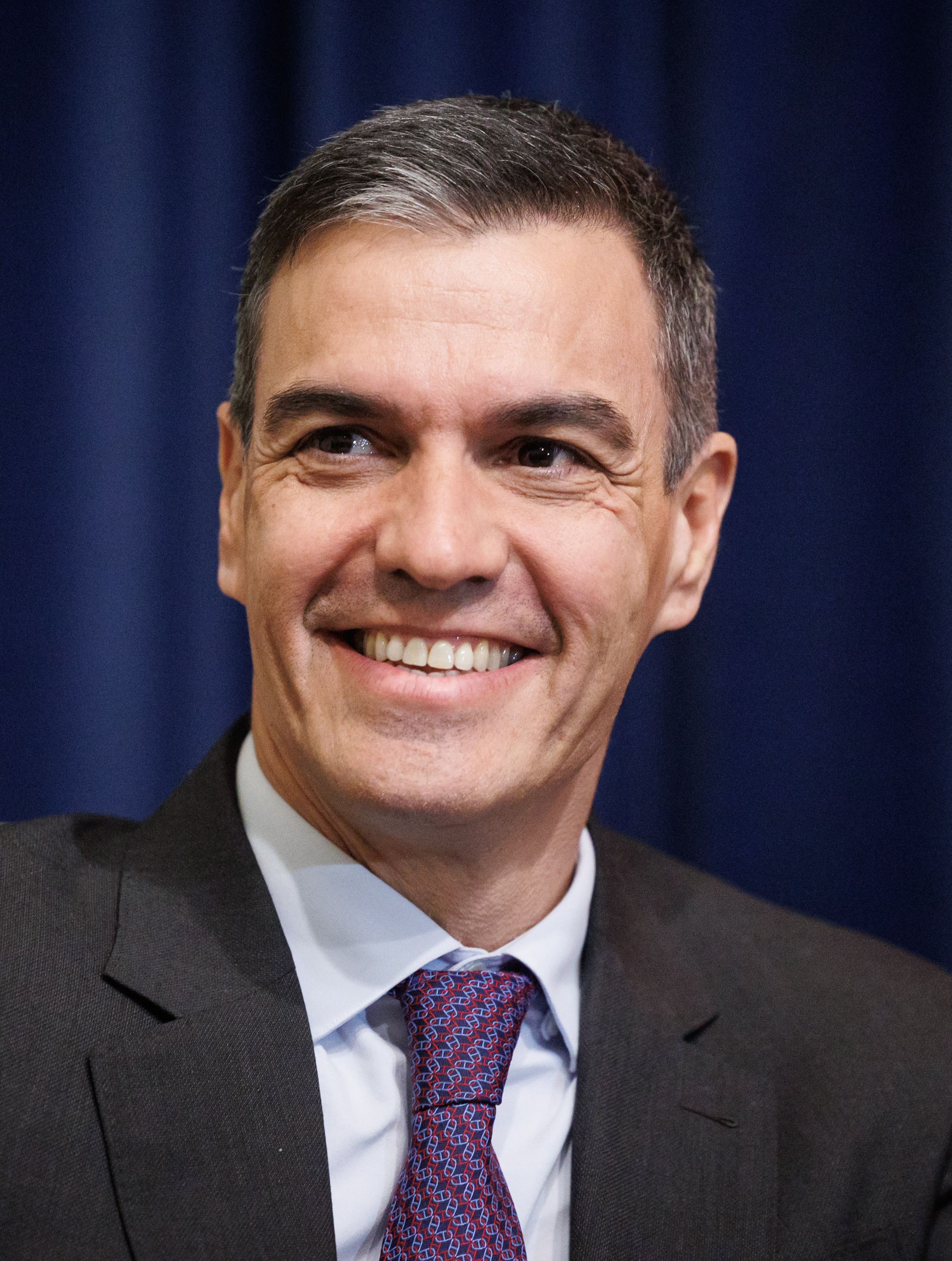
ESP 首相 佩德羅·桑切斯 永久受邀嘉賓
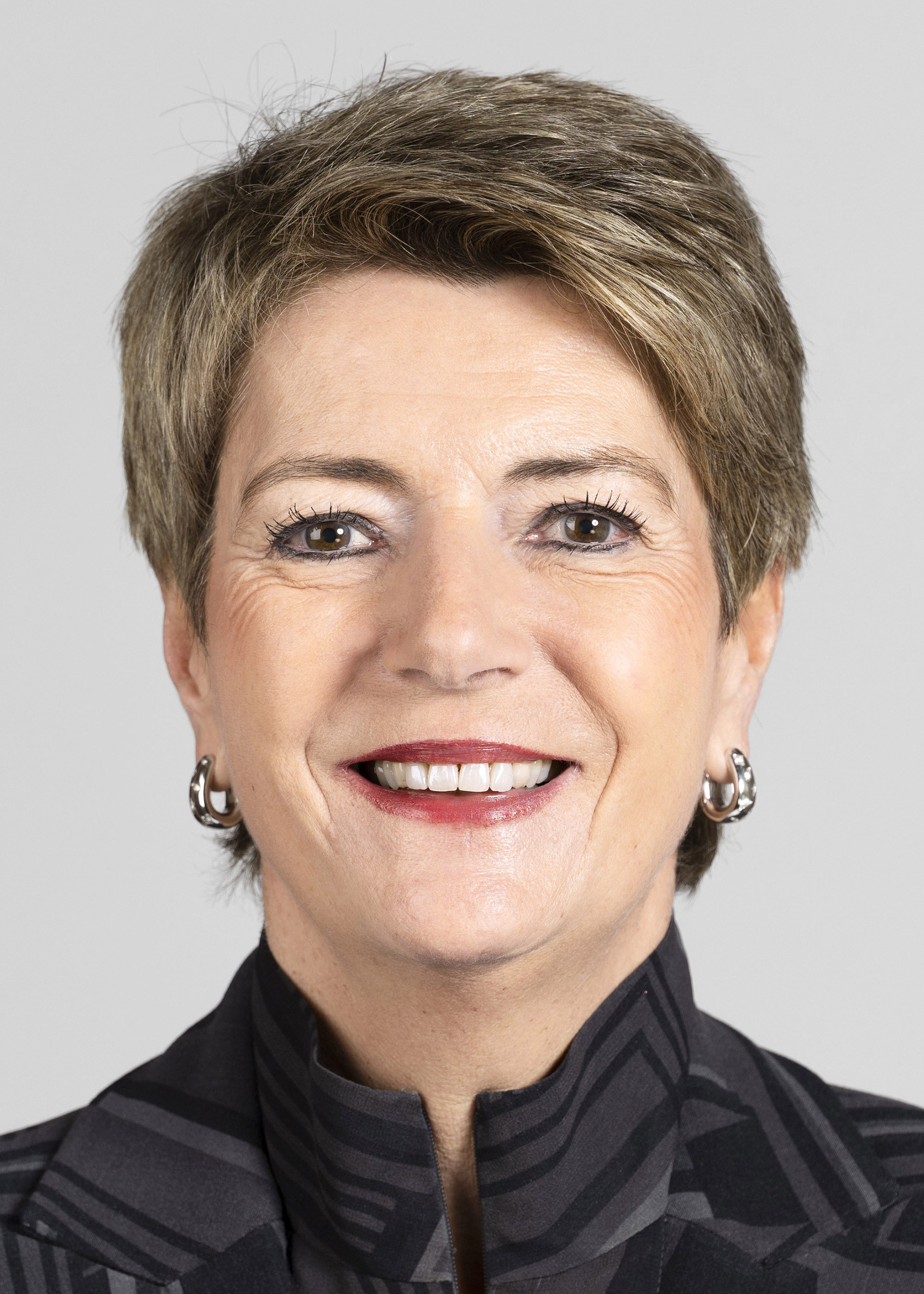
SWI 總統 卡琳·凱勒-祖特爾
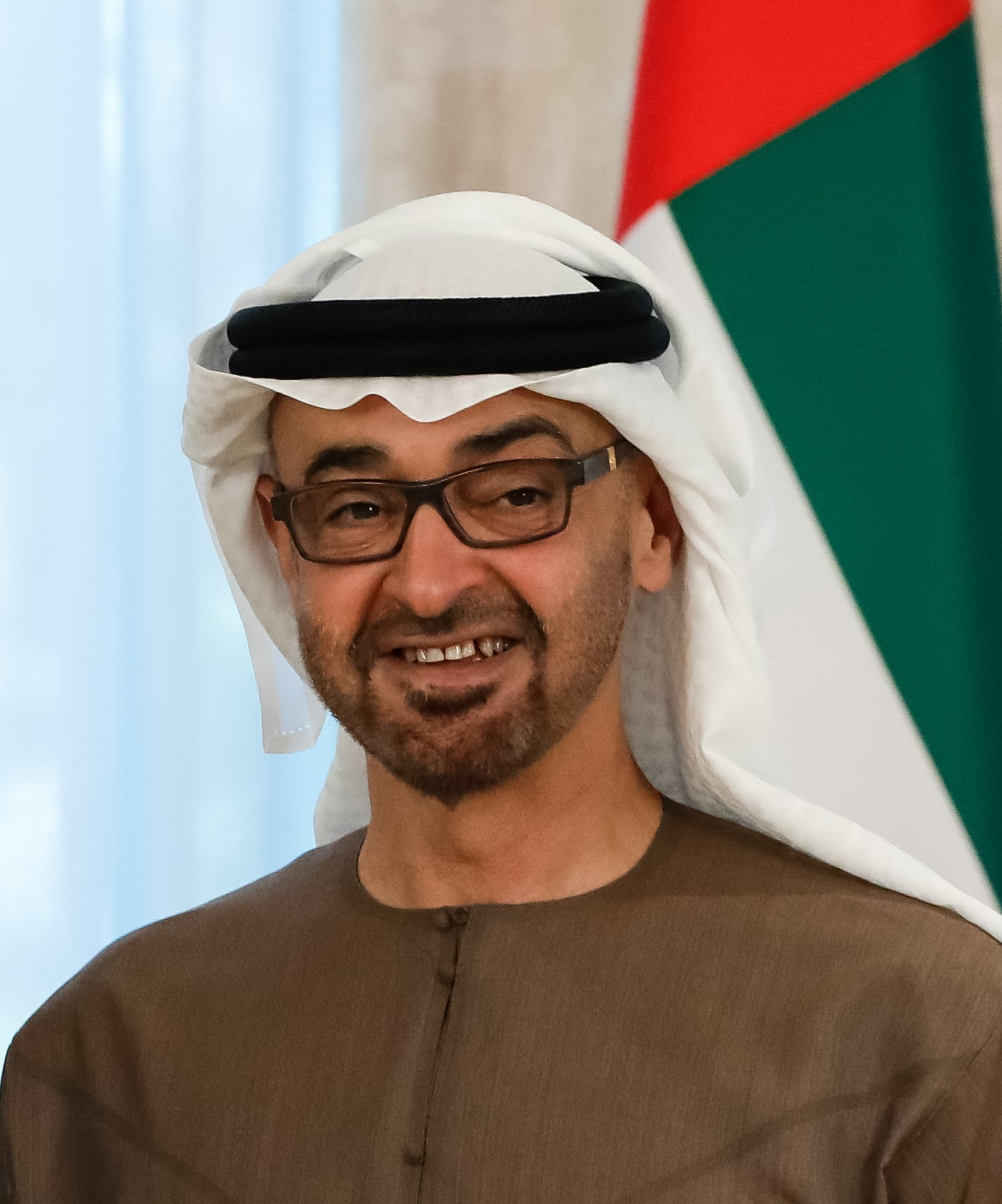
UAE 總統 穆罕默德·本·扎耶德·阿勒納哈揚
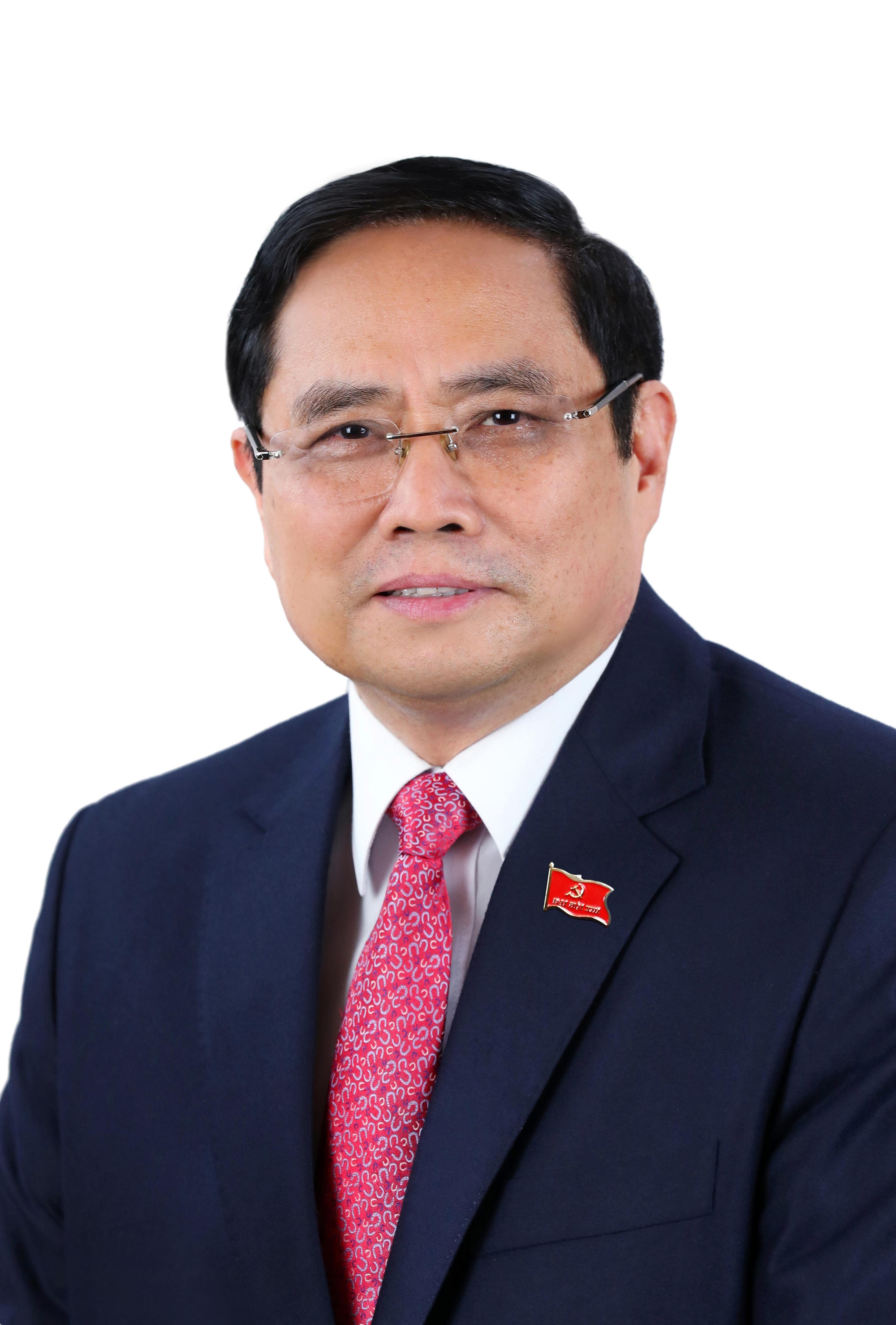
VNM 总理 范明正

- 丹麦
首相 梅特·弗雷泽里克森
- 埃及
總統 阿卜杜勒-法塔赫·塞西
- 芬兰
總理 彼得里·奥尔波
- 爱尔兰
總理 米哈爾·馬丁
- 马来西亚
总理 安瓦尔·易卜拉欣[6]
- 荷蘭
首相（等待2025年荷蘭大選（英语：2025 Dutch general election）结果）
- 新西兰
總理 克里斯多福·盧克森
- 奈及利亞
總統 博拉·蒂努布
- 挪威
總理（等待2025年挪威议会选举结果）
- 葡萄牙
總理 路易斯·蒙特内格罗
- 新加坡
總理 黃循財
- 西班牙
首相 佩德羅·桑切斯
永久受邀嘉賓
- 瑞士
總統 卡琳·凱勒-祖特爾
- 阿联酋
總統 穆罕默德·本·扎耶德·阿勒納哈揚
- 越南
总理 范明正[7]

## 邀請嘉賓組織

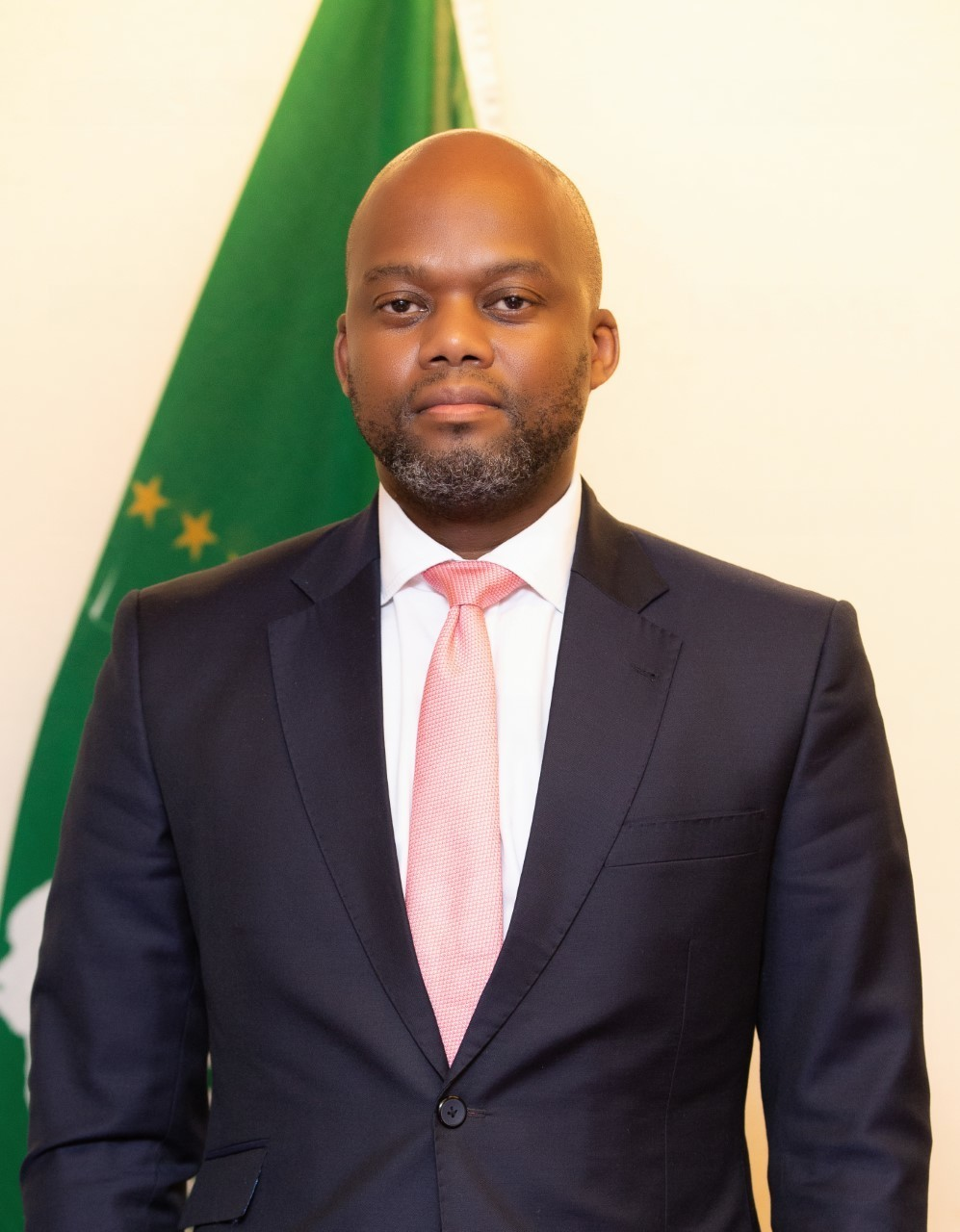
非洲大陸自由貿易區 秘書長 瓦姆凱勒·凱貝茨韋·梅內（英语：Wamkele Keabetswe Mene）
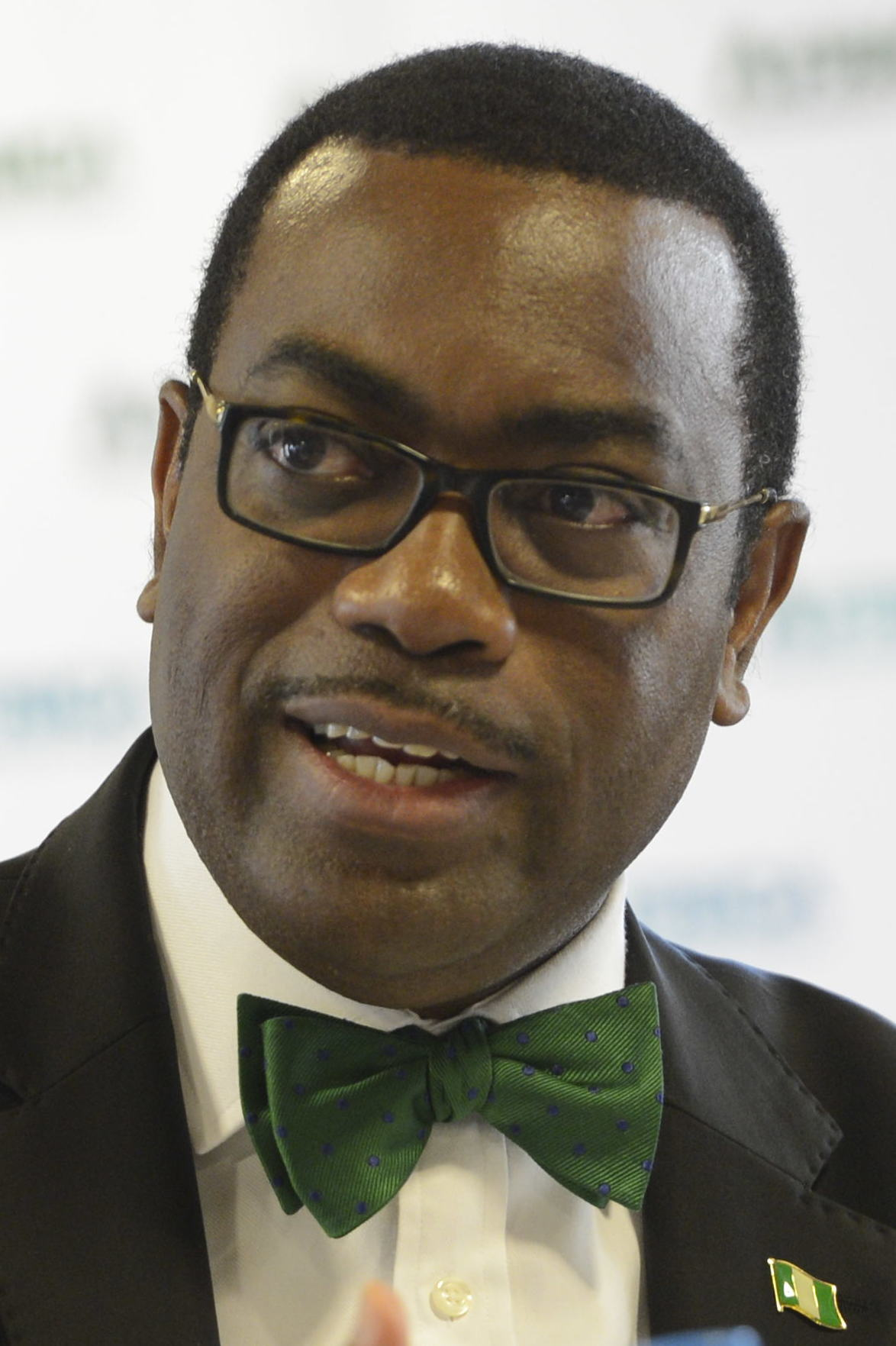
非洲開發銀行
 主席 阿金武米·阿德希纳（英语：Akinwumi Adesina）
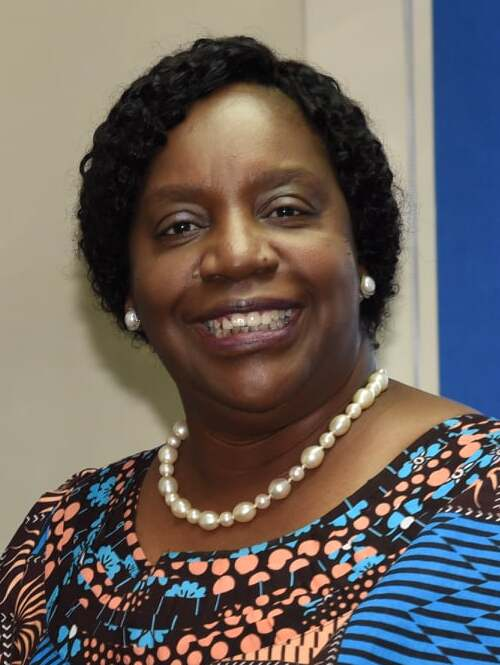
東部和南部非洲共同市場 秘書長 智利謝‧卡普韋普韋（英语：Chileshe Kapwepwe）
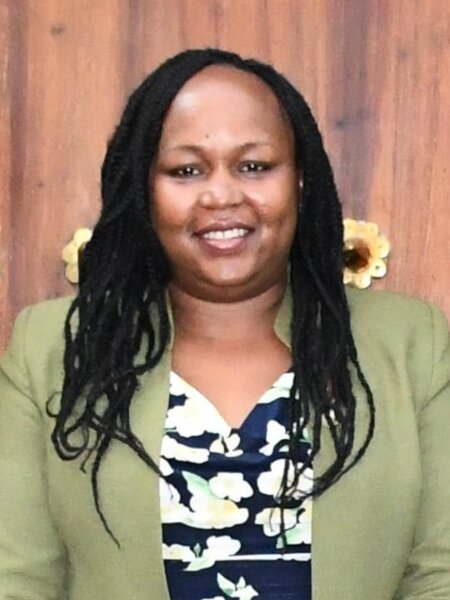
東非共同體
秘書長 維羅妮卡·恩杜瓦（英语：Veronica Nduva）
中非國家經濟共同體 主席
西非國家經濟共同體 主席 ( 待定 )
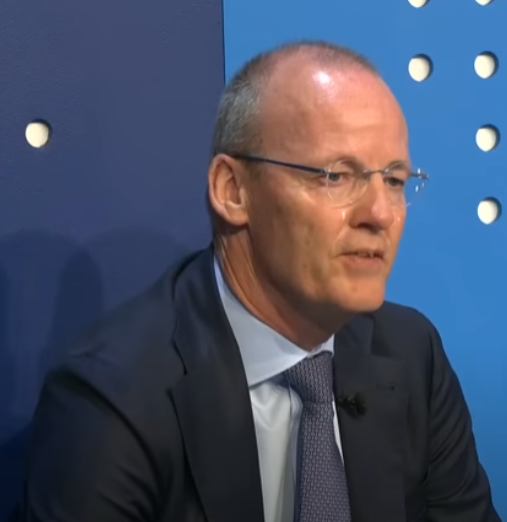
金融稳定委员会
主席 克拉斯·科诺特（英语：Klaas Knot）
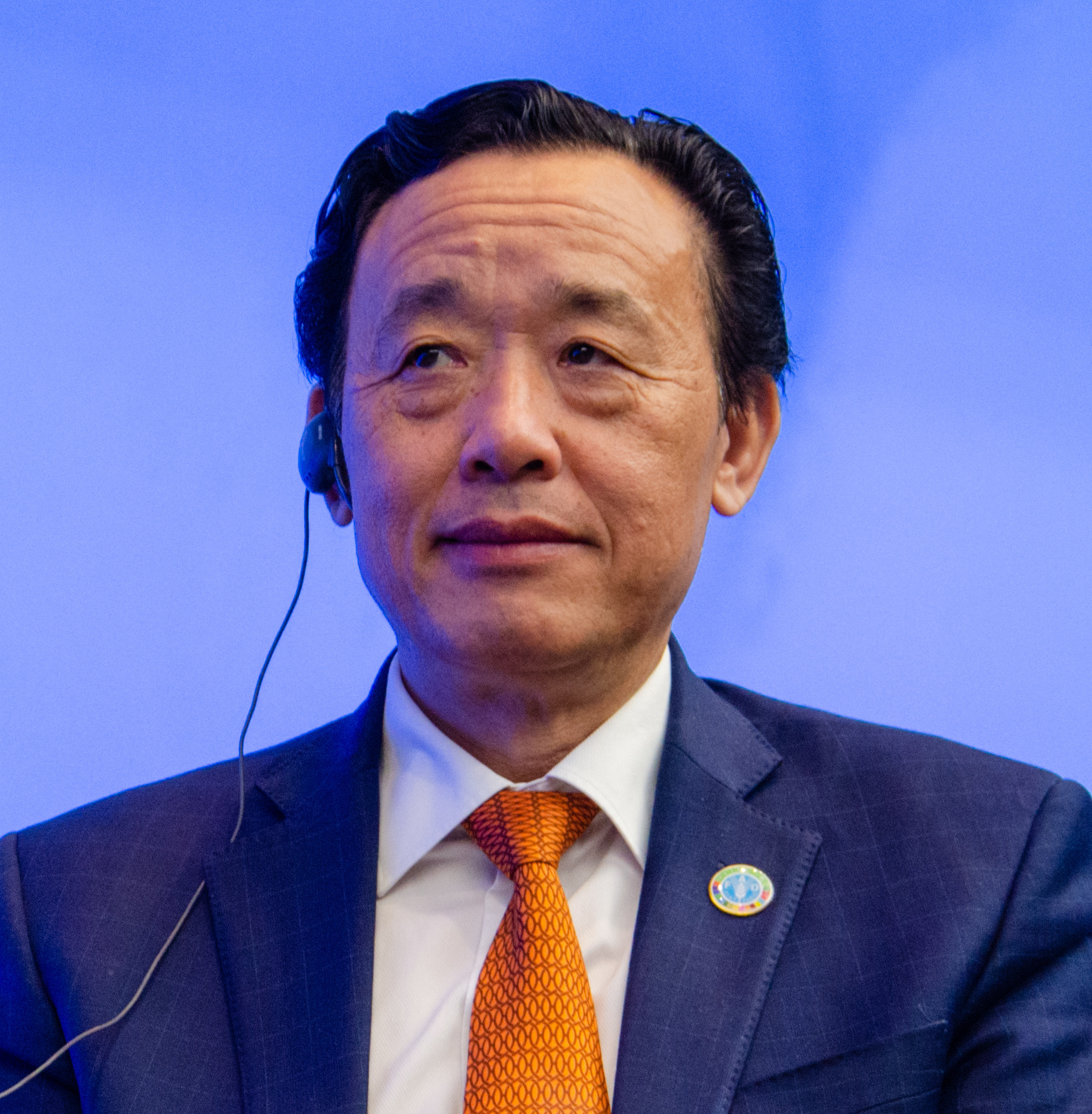
联合国粮食及农业组织 總幹事 屈冬玉
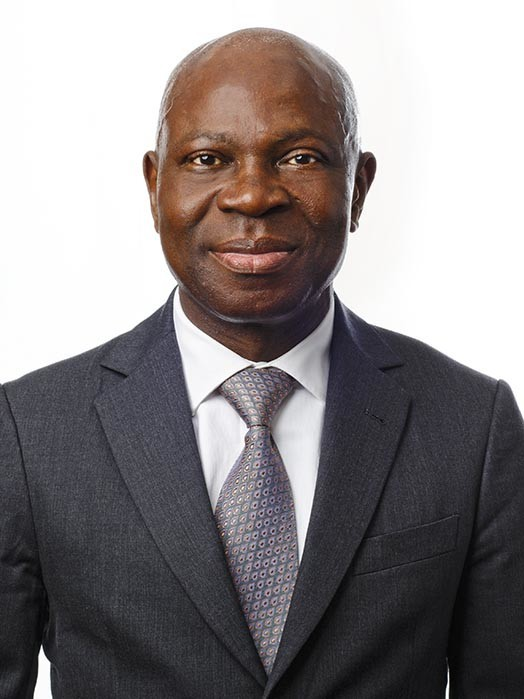
國際勞工組織
 總幹事 吉爾伯特·洪博（英语：Gilbert Houngbo）
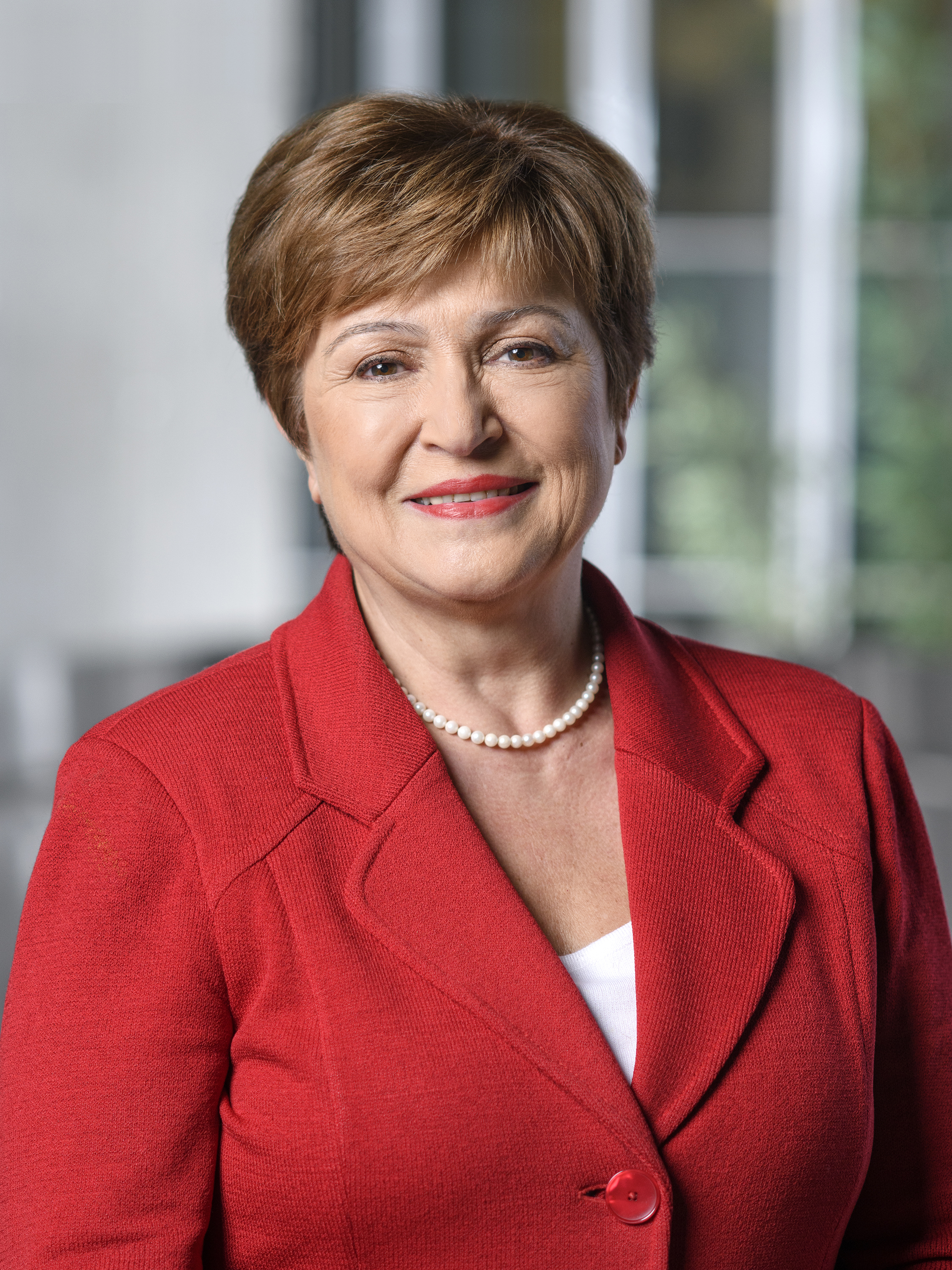
國際貨幣基金組織 常務董事 克里斯塔利娜·格奥尔基耶娃
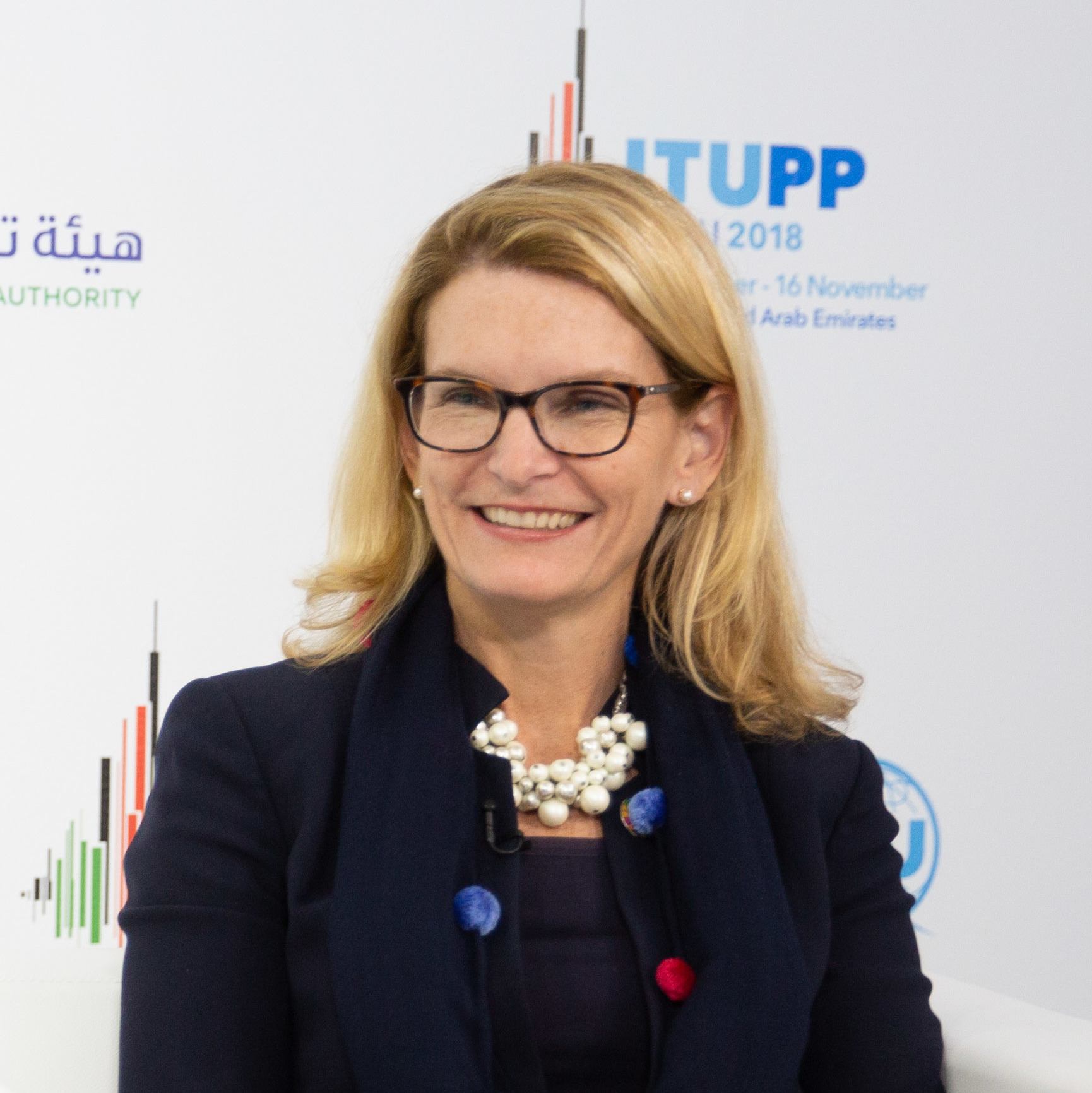
國際電信聯盟 秘書長 多琳·博格丹·馬丁（英语：Doreen Bogdan-Martin）
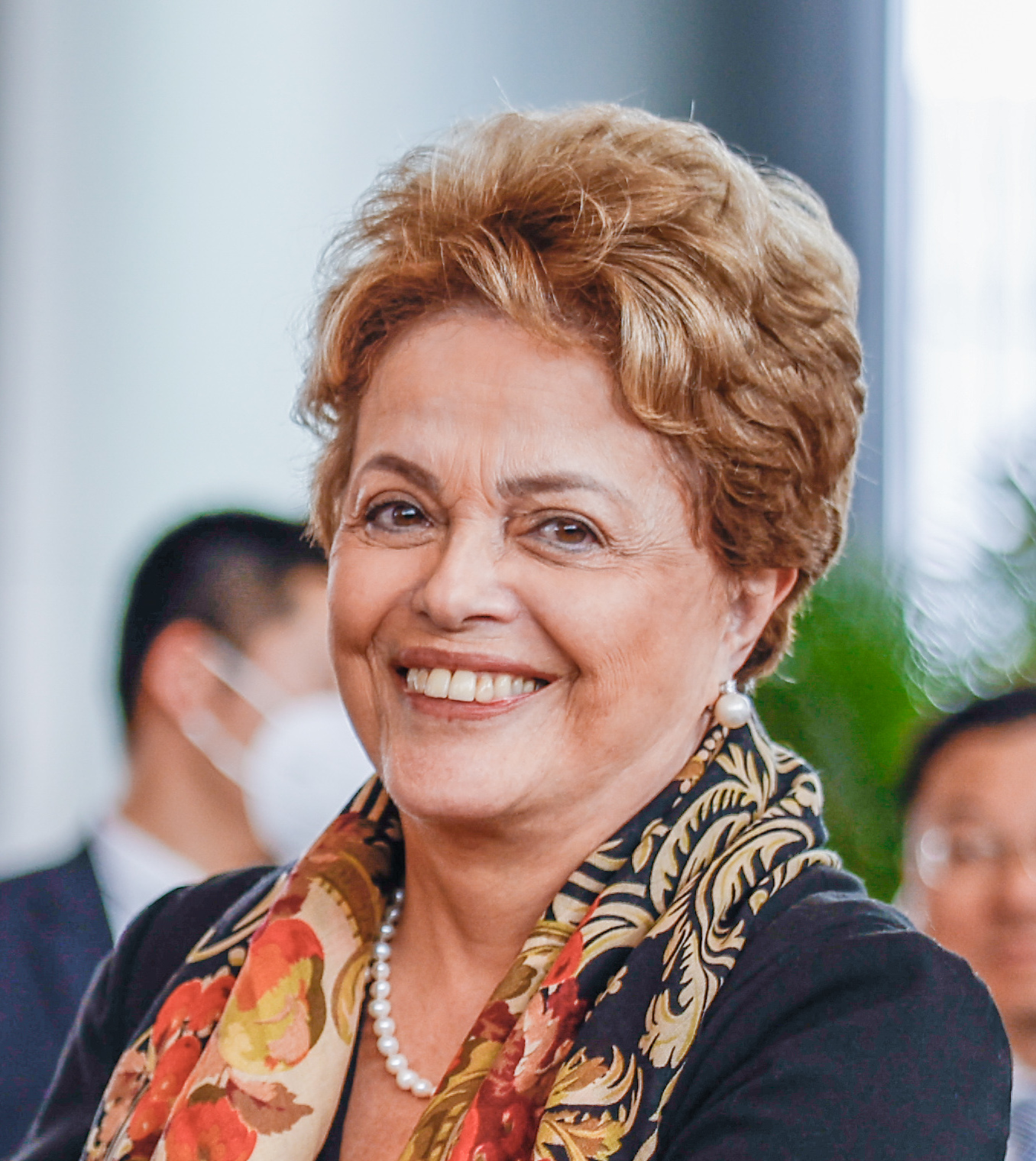
新开发银行 主席 迪爾瑪·羅塞夫
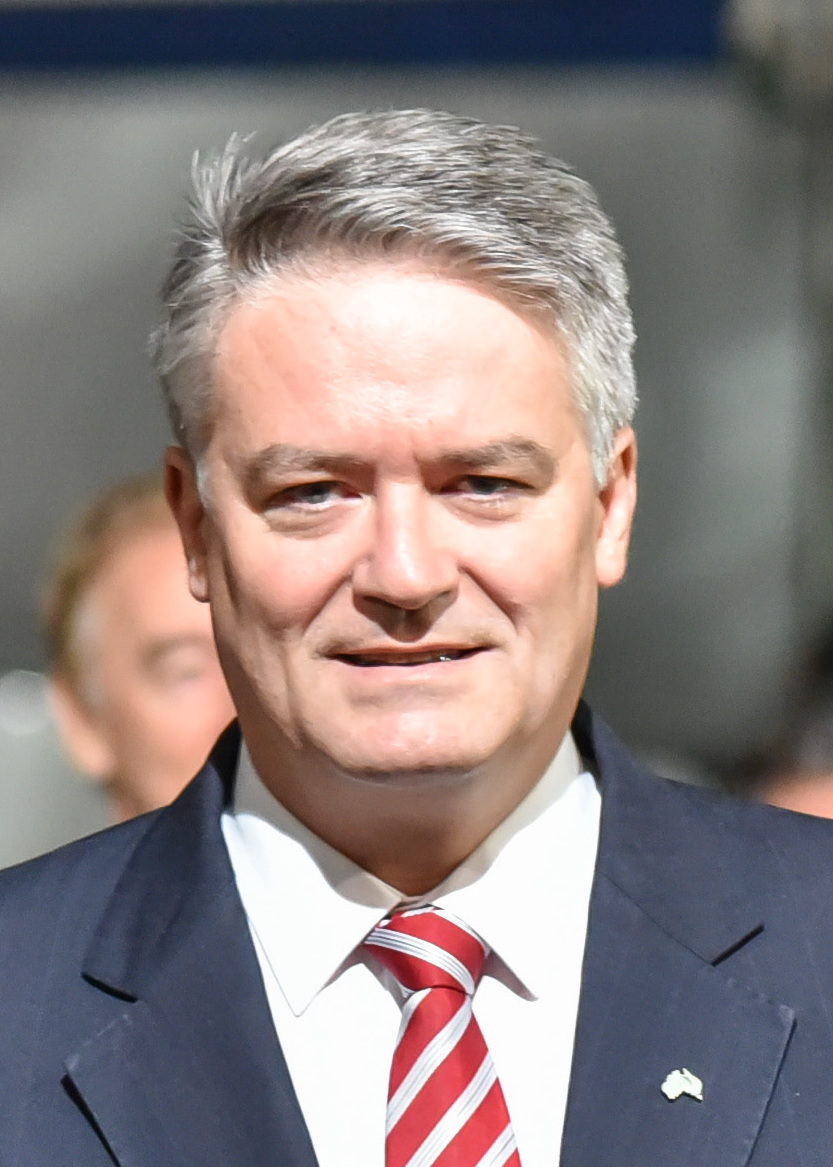
經濟合作暨發展組織 秘書長 馬賽厄斯·科爾曼
南方中心 執行董事 卡洛斯·瑪麗亞·科雷亞
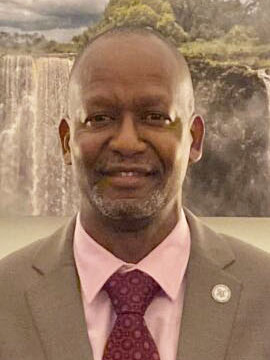
南部非洲發展共同體 執行秘書 埃利亞斯·姆佩迪·馬戈西（英语：Elias Magosi）
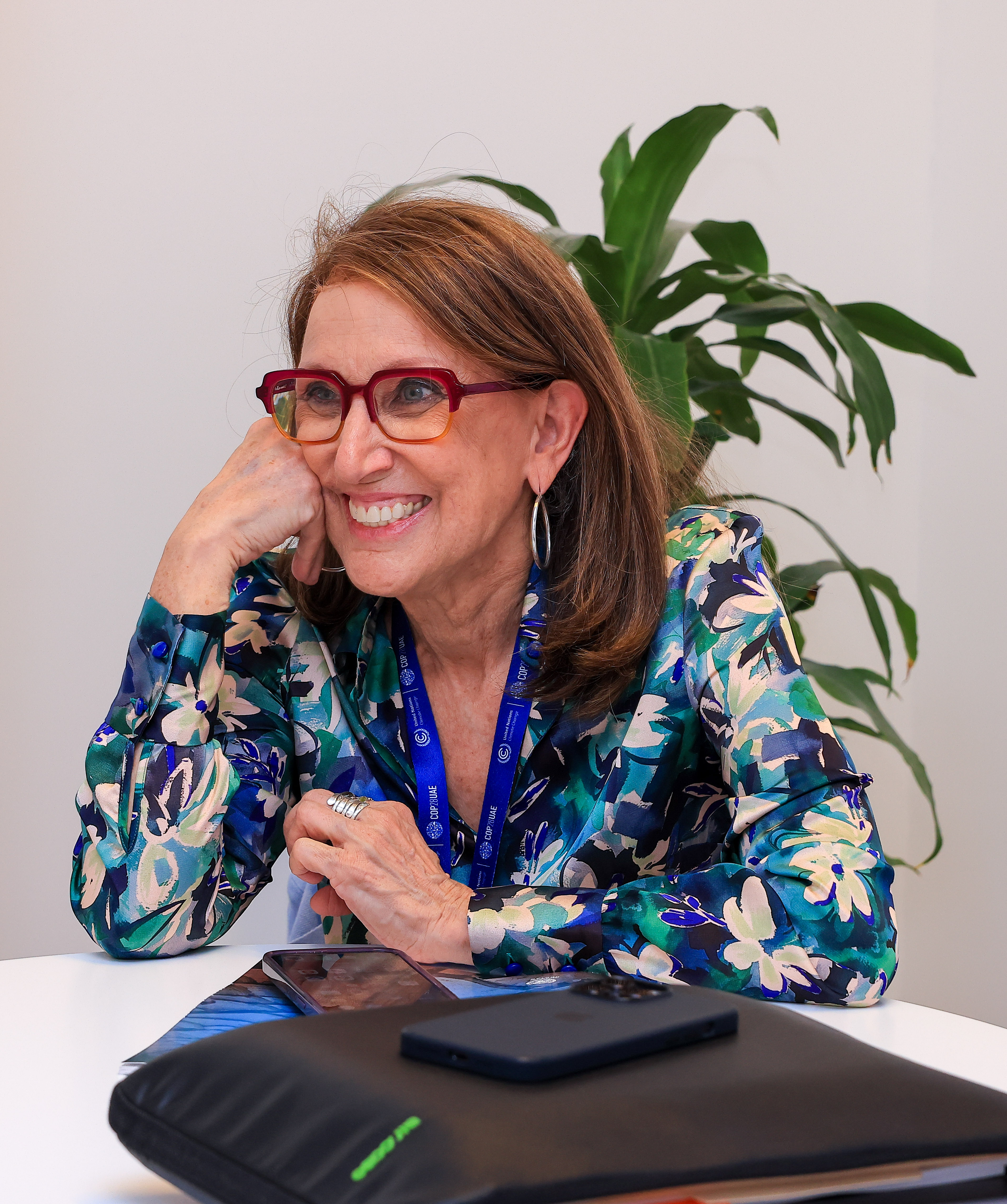
联合国贸易和发展会议
秘書長  丽贝卡·格林斯潘（英语：Rebeca Grynspan）
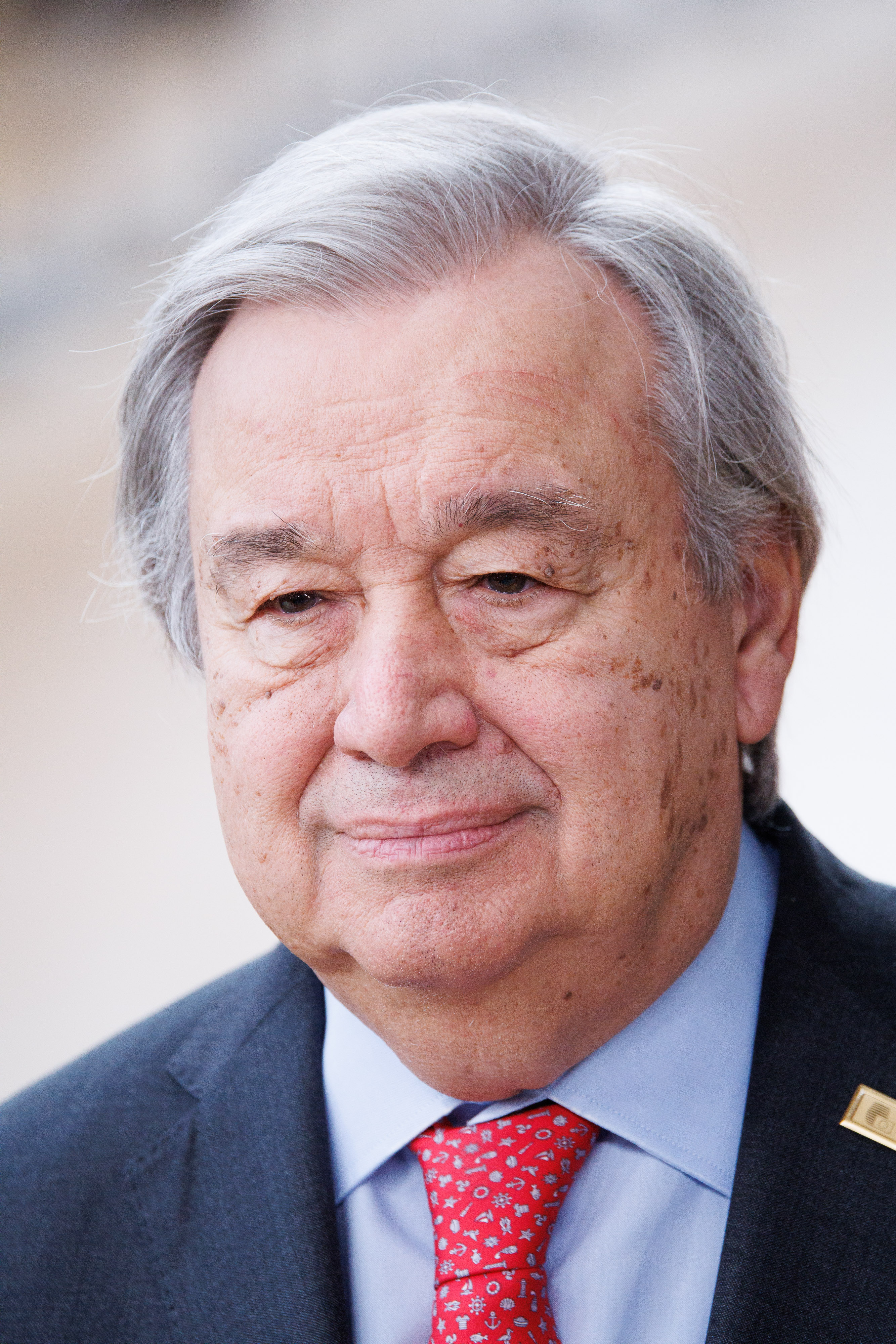
联合国 秘書長 安东尼奥·古特雷斯
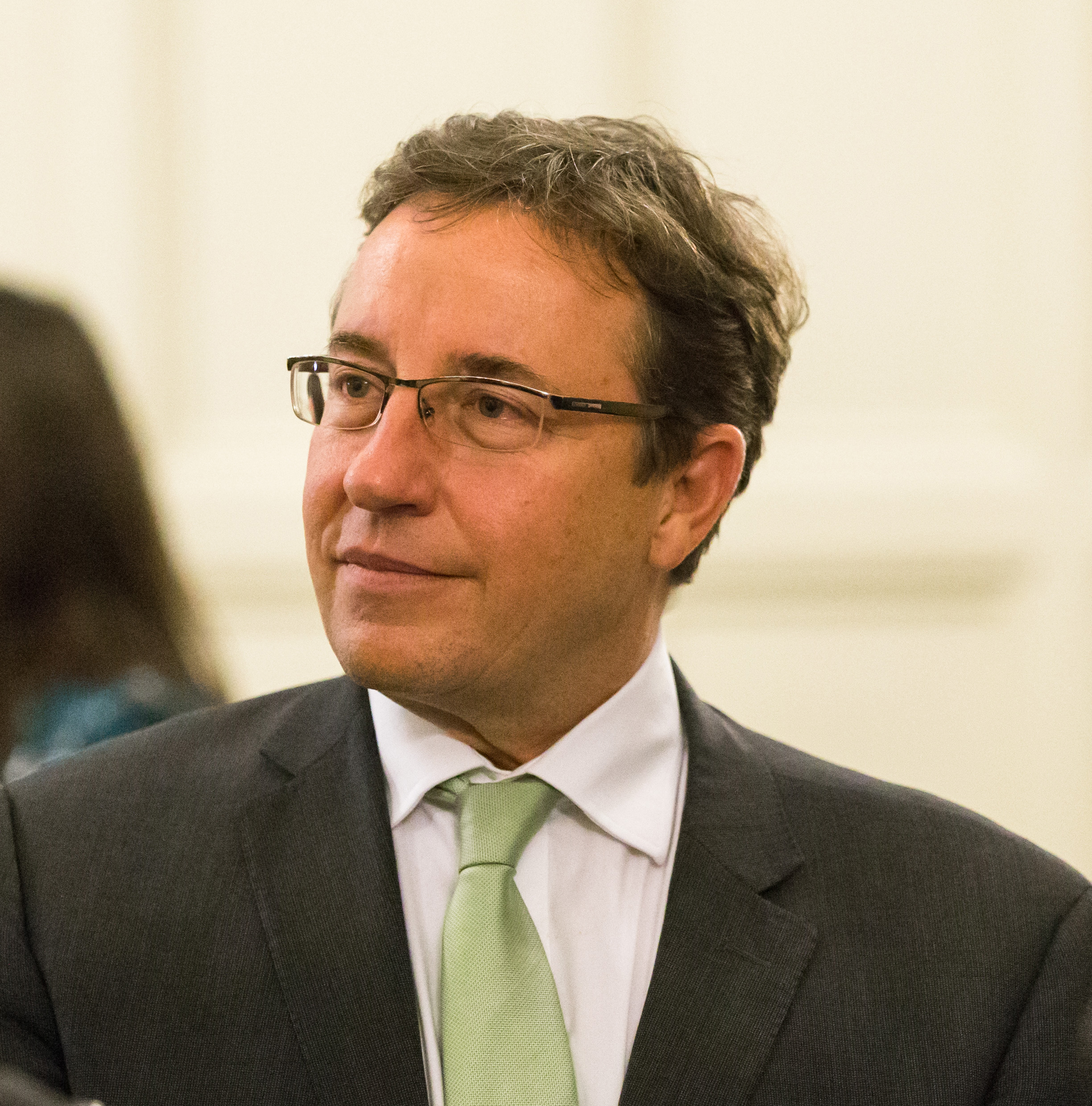
聯合國開發計劃署
領導人 阿希姆·施泰納（英语：Achim Steiner）
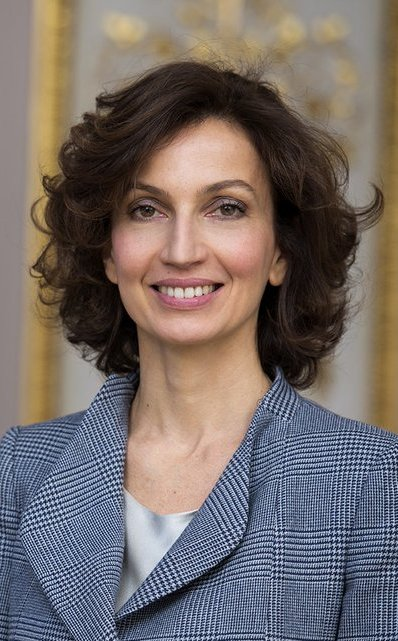
聯合國教科文組織 總幹事 奧德蕾·阿祖萊
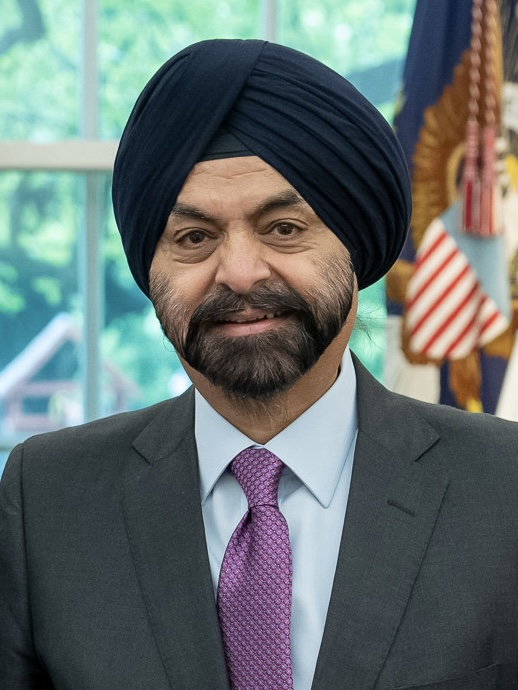
世界银行 主席 彭安杰
世界海關組織
秘書長 伊恩·桑德斯（英语：Ian Saunders）
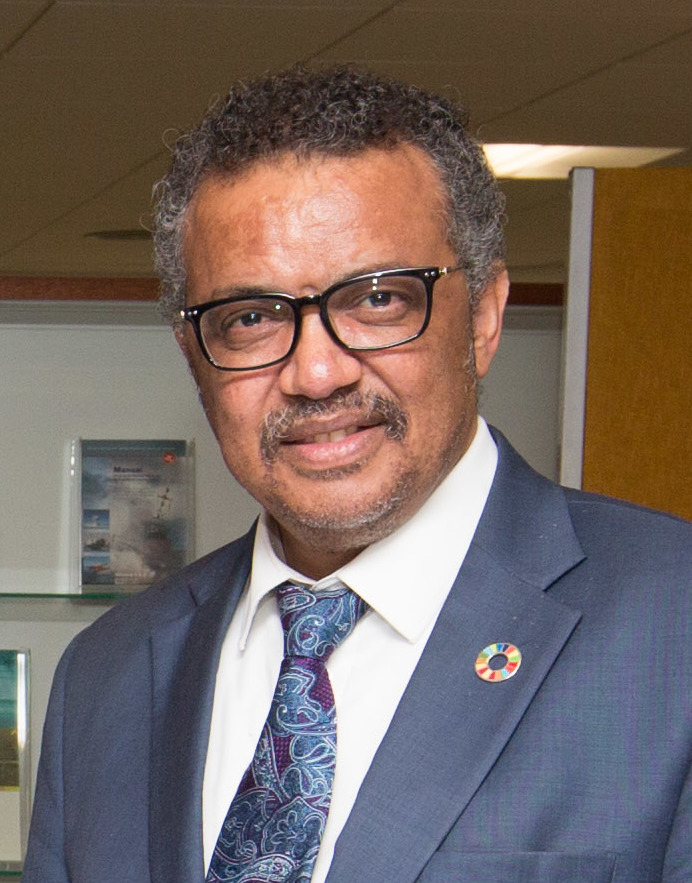
世界衛生組織 總幹事 譚德塞
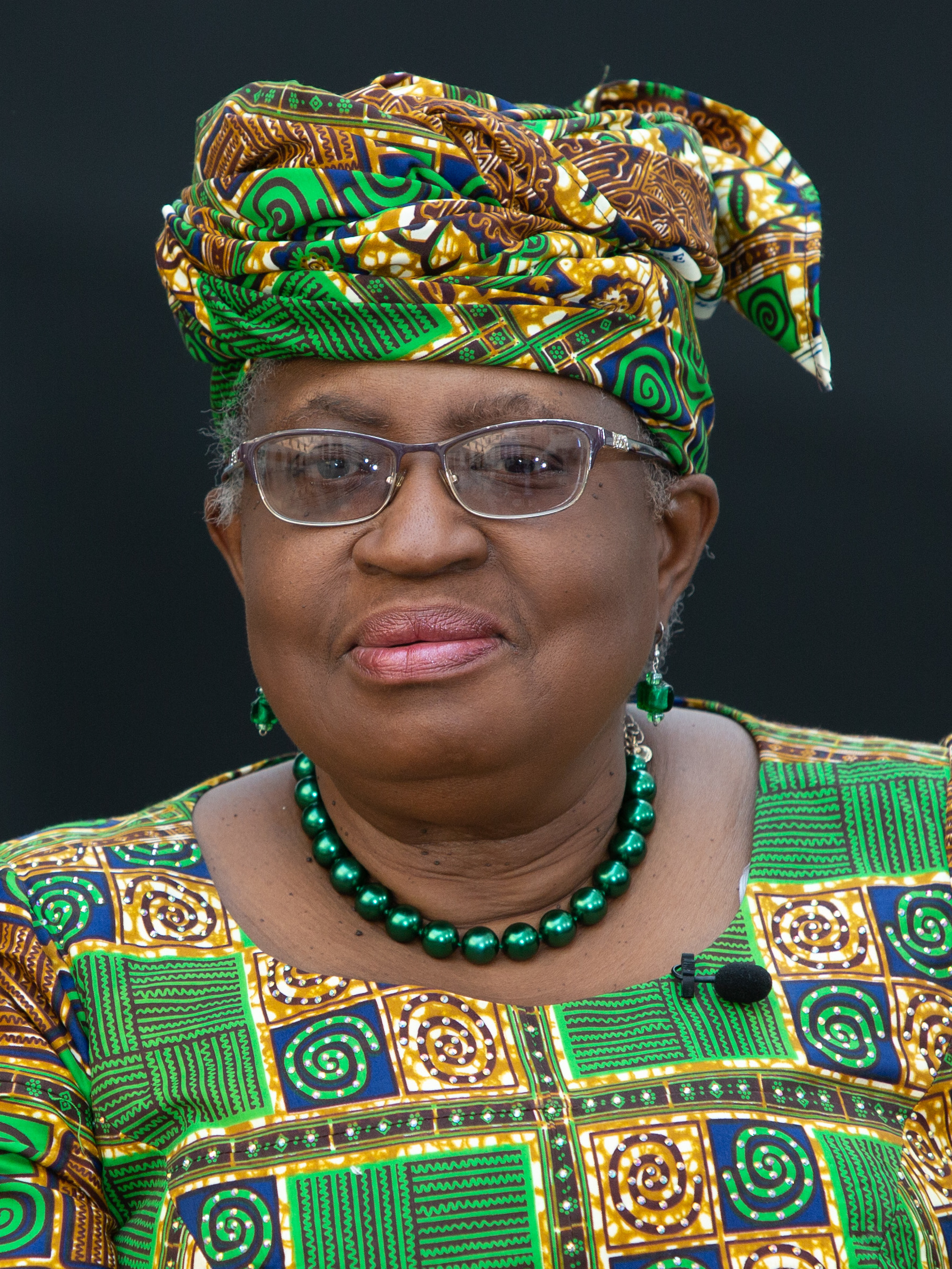
世界貿易組織 總幹事 恩戈齊·奧孔約-伊衞拉

## 外部連結
G20官方網站（页面存档备份，存于）